# Carl Schmitt
Pour les articles homonymes, voir Schmitt.
Carl Schmitt, né le 11 juillet 1888 et mort le 7 avril 1985 à Plettenberg, est un juriste (constitutionnaliste, théoricien et professeur de droit) et philosophe allemand, de confession catholique. Il s'engage dans le parti nazi dès 1933 puis en est écarté en 1936.
Il est considéré par certains auteurs comme le juriste officiel du IIIe Reich allemand de cette période, du fait des rapprochements que l'on peut faire entre sa doctrine juridique du décisionnisme et l'évolution institutionnelle de l'Allemagne sous le régime nazi.
Ses principales œuvres sont : Théologie politique (1922), La notion du politique (1932), Théorie de la Constitution (1928), Le Léviathan dans la doctrine de l’État de Thomas Hobbes (1938), Terre et Mer (1942), Le Nomos de la Terre (1950), Théorie du partisan (1963).
Auteur d'une réflexion sur la nature de l'État et des Constitutions, il considère, dans la filiation de la pensée de Jean Bodin, que la souveraineté étatique est absolue ou n'est pas. L'autonomie étatique, selon Schmitt, repose sur la possibilité de l'État de s'autoconserver, en dehors même de la norme juridique, par une action qui prouvera cette souveraineté, c'est le décisionnisme.
Les controverses liées à sa pensée sont étroitement liées à sa vision absolutiste de la puissance étatique et à son antilibéralisme, contrebalancés par ses engagements envers le national-libéralisme, voire le libéral-conservatisme,.

## Repères biographiques

### Enfance et jeunesse
Carl Schmitt est né le 11 juillet 1888 à Plettenberg (province de Westphalie), ville située dans le Sauerland, à une cinquantaine de kilomètres à l'est de Bonn. Il est issu de la toute petite bourgeoisie sarroise. Il est le deuxième de cinq enfants. Son père, très catholique, était employé d’une caisse d’assurance maladie. La famille est catholique (trois de ses oncles sont prêtres) dans un milieu protestant (la Westphalie a été rattachée à la Prusse en 1815).
Le père est membre du Zentrum, une organisation catholique minoritaire qui s'opposa à Bismarck lors du Kulturkampf.
Prussien par ses origines religieuses et provinciales, Carl Schmitt est donc doublement minoritaire.
Dès sa jeunesse, il voit le catholicisme subir une triple pression : confessionnelle (de la part du protestantisme), antireligieuse (de la part des idéologies libérales et socialistes) et antiromaine (de la part du pangermanisme).
Il effectue sa scolarité d’abord à l’internat puis au Lycée d’Attendorn. Après son Abitur, son père désire qu'il entre au séminaire alors que lui souhaite étudier la philologie. Cependant, sur les conseils pressants d’un oncle, il commence des études de droit, fait assez rare pour un enfant de milieu modeste. Il débute au semestre d’été 1907 à l'université de Berlin. Dans cette ville cosmopolite, le jeune homme provincial d’origine modeste fréquente un milieu envers lequel il éprouve une vive répulsion. Après deux semestres à Berlin, il déménage à Munich dans le courant de l’année 1908, mais n’y fait qu’un seul semestre avant de partir pour Strasbourg où, en 1910, il reçoit son doctorat des mains de Fritz van Calker après une thèse de droit pénal sur La punition et la culpabilité. Il est habilité en 1915 après sa soutenance de thèse d'habilitation, Der Wert des Staates und die Bedeutung des Einzelnen (l'importance de l'État et la signification de l'individu).
La même année, après avoir obtenu un sursis à son incorporation en qualité d'étudiant, il s’engage comme volontaire dans le premier régiment d’infanterie bavaroise. Blessé aux vertèbres lors de l'instruction, il est déclaré inapte au combat et transféré à l'État-Major militaire de Munich, du fait de sa formation universitaire. Il épouse cette même année Pawla Dorotic, une prétendue comtesse serbe qui se révèle plus tard être une escroc. En 1916, il est nommé sous-officier à l'administration de l'état de siège. Son mariage est annulé en 1924 par le tribunal de Bonn.
Bien que son premier mariage ne soit pas encore annulé par l’Église, il épouse un an plus tard l’une de ses anciennes étudiantes, Duska Todorovic, également Serbe. De ce fait, en tant que catholique, il est exclu de la communion jusqu’à la mort de son épouse en 1950. De ce second mariage naît son seul enfant, une fille prénommée Anima (1931-1983).
En 1918, il est officier d'intendance et reçoit la croix de fer de deuxième classe, une distinction moyenne pour un officier de l'arrière. Il dirige ensuite le bureau VI du Ministère bavarois de la Guerre, bureau chargé particulièrement de la surveillance de la presse de gauche et de la censure.
Après des débuts de professorat à la Handelhochschule de Munich, il enchaîne successivement Greifswald (1921), Bonn (1921), Berlin (1928), Cologne (1933) et à nouveau Berlin à l’université Friedrich-Wilhelm où il enseigne de 1933 à 1945.

### Vie de bohème, art, premières publications
Il montre très tôt un talent artistique et entreprend quelques tentatives littéraires qu’il rassemblera sous le titre Die große Schlacht um Mitternacht (Le grand combat de minuit). Il rédige un mémoire sur le poète bien connu à l’époque Theodor Däubler. Il est considéré à l’époque comme faisant partie de la « Bohème souabe ». Parallèlement, il fréquente, à Munich comme à Strasbourg, les milieux artistiques d'avant-garde. Il est passionné par Gottfried Benn et l'expressionnisme. Il sera toute sa vie un collectionneur d'art.
Il décrira plus tard ses travaux littéraires comme étant « Dada avant la lettre ». Il se lie d’amitié avec l’un des pères fondateurs du dadaïsme : Hugo Ball, tout comme avec le poète et éditeur Franz Blei ainsi que Robert Musil et Franz Kafka. Juriste esthétisant, il est aussi écrivain politisant et entretient des contacts étroits avec les écrivains lyriques de l’époque, par exemple le poète du catholicisme politique Konrad Weiß (de), oublié aujourd’hui. Avec Hugo Ball il fréquente Hermann Hesse, relation qu’il ne poursuivra pas. Ultérieurement, il se liera avec Ernst Jünger – dont il parrainera le second fils – ainsi qu’avec le peintre et écrivain Richard Seewald (de).
Peu après son écrit d’habilitation, il publie successivement Romantisme Politique (1919), puis La Dictature (1921). Ses travaux acquièrent vite du succès grâce à la puissance de sa langue et à ses formulations brillantes. Son style nouveau dépasse largement les cercles spécialisés dans le droit, tant il passe pour spectaculaire. Au lieu d’écrire comme un simple juriste, ses textes sont mis en scène de façon à la fois poétique et dramatique, agrémentés d’images mythiques. Ses écrits sont le plus souvent de petites brochures, mais exigent des explications du fait de leurs traits acérés. Schmitt était convaincu que « souvent le destin d’une publication se joue dès la première phrase ». Beaucoup de ses phrases d’ouverture, comme « il y a un affect antiromain », « le concept d’État provient du concept de politique » ou encore « Est souverain celui qui décide de la situation d’exception », vont vite acquérir une grande notoriété.
La publication progressive des volumineuses archives de Carl Schmitt témoigne de la multiplicité des réactions qu'il a déclenchées dans les milieux les plus divers.
À Bonn, il entretient des contacts avec les jeunes catholiques et montre un intérêt croissant pour les thèmes de droit canon. Ceci l’amène en 1924 à entrer en relation avec le théologien évangélique et plus tard converti, Erik Peterson, avec lequel il restera en contact étroit jusqu’en 1933. Il rédige ses réflexions sur le droit canon dans des écrits comme Théologie Politique (1922) ou Catholicisme romain et forme politique (1923 seconde édition avec imprimatur). Schmitt se lie également avec des théologiens catholiques et surtout avec Karl Eschweiler (de) (1886-1936) dont il fait la connaissance au milieu des années 1920, alors que ce dernier était Privatdozent à l’université de Bonn, et avec qui il restera en contact jusqu’à sa mort en 1936.

### Publications politiques et conseil sous la république de Weimar

#### Résumé
Carl Schmitt est le juriste de la république de Weimar. De 1920 à 1932, son travail consiste en une réflexion sur le régime présidentiel et les modalités constitutionnelles autour desquelles Weimar vit son développement. Schmitt travaille spécialement sur l'article 48 de la Constitution de Weimar. Il est nommé professeur de Droit, à partir de 1921, dans diverses villes, dont Bonn et Berlin. Schmitt apparaît alors comme le champion de la démocratie plébiscitaire et le penseur de la « dictature politique légitime ». Sous cette locution, Schmitt pense à la situation politique d'exception (dans laquelle se trouve enlisée la république de Weimar) qui, pour se survivre à elle-même, a besoin d'un homme fort à la tête d'un État fort.
L'antilibéralisme de Schmitt apparaît dans sa pensée de l'homme providentiel, soutenu par un État homogène, qui sait prendre des « décisions » approuvées directement par le peuple uni dans une nation. Il n'apprécie pas la bourgeoisie, la « classe discutante ». On ne pourrait pas dire qu'en tant que penseur catholique il voit d'un bon œil l'aristotélisme des régimes libéraux, fussent-ils d'inspiration thomiste. Les opinions et les actions politiques inspirées par le juste milieu lui inspirent du mépris. Il fait du rapport « ami-ennemi » la clef de voûte de la théorie politique, ce qui pose problème pour déterminer l'ennemi parmi les citoyens (et pas seulement à l'extérieur de la nation). Cela le conduit à développer une philosophie de la décision d'urgence, de la guerre et du combat, où les notions de mal et d'Antéchrist sont présentes.
En situation d'urgence économique et sociale, c'est l'état exceptionnel de la dictature présidentielle qui gouverne par décrets-lois, qui doit s'élever au-dessus de toute alternative fondamentale. Cette situation, Schmitt la voit se réaliser de 1930 à 1932.

#### Développement
En 1924 paraît son premier écrit explicitement politique sous le titre État historique et spirituel du parlementarisme aujourd’hui (Die geistesgeschichtliche Lage des heutigen Parlamentarismus). En 1928, il publie son travail scientifique le plus significatif, Théorie de la Constitution (Verfassungslehre), dans lequel il entreprend une analyse juridique systématique de la Constitution de Weimar et fonde ainsi à côté de la classique théorie de l’État, une nouvelle discipline à part entière du droit public : la théorie de la Constitution.
La même année, et bien que cela constitue un recul dans son statut de professeur, il accepte un poste à l’École supérieure de commerce de Berlin. Mais dans ce Berlin politique, il peut nouer des contacts jusque dans les cercles gouvernementaux, où il développe sa théorie du noyau intouchable de la Constitution, contraire à l’opinion dominante.

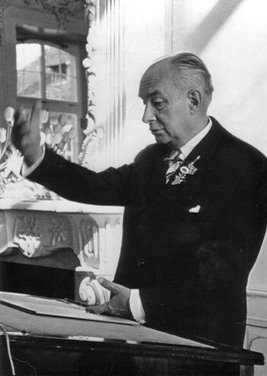
Alexander Rüstow, 1960. Avec le précurseur de l'ordolibéralisme et de l'économie sociale de marché, Schmitt défend dans les années 1930 une économie libre dans un État fort.

Dans le domaine politique, et en lien avec son vif intérêt pour les théories économiques, il défend un État fort, qui doit reposer sur une économie libre. Sur ce point, il rencontre des idées de l’ordolibéralisme. Il noue un lien avec l’un de ses plus notables penseurs, Alexander Rüstow. Dans la conférence État fort et économie saine, tenue en 1932 devant les industriels, il développe une dépolitisation active de l’État [Quoi ?] et une libéralisation des sphères non régaliennes.

« C’est toujours la même chose : seul un État fort peut dépolitiser, seul un État fort peut disposer de façon ouverte et efficace ; que des affaires précises, comme la circulation ou la radio, soient comme ses étagères et administrées comme telles, et que les autres affaires qui appartiennent au domaine économique auto-administré et tout le reste soit abandonné à la libre économie. »

Dans cette introduction, Schmitt fait allusion à une conférence d'A. Rüstow donnée deux mois plus tôt sous le titre Économie libre, État fort (Freie Wirtschaft, starker Staat). De son côté, Rüstow l'avait mentionné, de façon critique: « l'apparition de ce que Carl Schmitt à la suite d'Ernst Jünger a nommé l'État total en est, en réalité, très exactement le contraire: non la toute-puissance de l'État mais l'impuissance de l'État. C'est un signe de la déplorable faiblesse de l'État, une faiblesse, qui ne pourra pas le protéger des assauts répétés des groupes d'intérêts. L'État est disloqué par ces intérêts avides […] ce qui se joue ici du point de vue de la politique de l'État et de façon encore plus insupportable du point de vue de la politique économique s'énonce en quelques mots : un État devenu proie. »
Schmitt conçoit cet égoïsme des groupes d'intérêts de la société comme un des effets indésirables d’une société de pluralisme politique,  soit une interprétation encore plus négative que ne l'est ce concept chez Harold Laski. Au pluralisme des intérêts particuliers il oppose l'unité de l'État qui, pour lui, est représentée par un président du Reich élu par le peuple.
À Berlin paraît Le Concept de politique (1927), qui sera ré-édité à de multiples reprises, Le Gardien de la Constitution (1931) et Légalité et Légitimité (1932). Carl Schmitt entame alors une controverse très suivie avec Hans Kelsen à propos du contrôle de constitutionnalité, auquel il est opposé. En même temps, il se rapproche des courants réactionnaires et antiparlementaires.
En tant que professeur dans une grande école et du fait de sa critique de la Constitution de Weimar, Schmitt est extrêmement combattu. Il est notamment violemment critiqué par des publicistes, prenant part à ce qu'on appela le Methodenstreit, tels que Kelsen, Rudolf Smend (de) et Hermann Heller, proches de la social-démocratie. Ce dernier écrivit notamment « Démocratie politique et homogénéité sociale » (1928) et Staatslehre (1934), lesquels sont fortement imprégnés de la polémique avec Schmitt. La Constitution de Weimar, selon Schmitt, affaiblit l'État du fait d'un libéralisme neutralisant et de ce fait n'est pas capable d'affronter la naissance de la démocratie de masse.
Dans le sillage de Donoso Cortés, Schmitt ne voit dans le libéralisme que de l'indécision organisée : « son être est le débat, l'imprécision toujours en attente, avec l'espoir que l'explication définitive, le combat sanglant décisif peut être évité dans un débat parlementaire et éternellement remis par une discussion perpétuelle ». Le parlement dans cette perspective est le lieu de conservation de l'idée « romantique » de « discours perpétuel ». Il s'ensuit que « ce libéralisme avec ses inconséquences et ses compromis […] ne vit qu'un court intervalle dans lequel il est possible de répondre à la question : Jésus Christ ou Barabbas ? à l'aide de conférences quotidiennes ou par la mise en place de commissions d'étude. »
La démocratie parlementaire est pour Schmitt une façon de gouverner « bourgeoise » et dépassée face à la mobilisation des masses. « La dictature est le contraire de la discussion » proclame fièrement Schmitt
Schmitt identifie deux mouvements opposés : le syndicalisme révolutionnaire des mouvements de travailleurs et le nationalisme du fascisme italien. D'après lui le mythe le plus fort prend sa source dans le national d'où sa préférence pour la marche sur Rome. Schmitt considère le fascisme italien comme une folie [réf. nécessaire], dont il critique l'arrière-fond de libéralisme comme une forme de domination [réf. nécessaire]. Selon son biographe Paul Noack (de) :

« le fascisme est interprété par Schmitt comme un exemple d'État autoritaire (qu'il oppose à « totalitaire »). C'est la raison pour laquelle il ne se donne presque pas la peine d'examiner la réalité de cet État derrière sa rhétorique. Sa soif de grandeur et d'historicité le fait se répandre en commentaires émerveillés sur le discours de Mussolini à Naples peu avant la marche sur Rome. »

Selon Schmitt, le fascisme produit un État total à partir de la force. Ce n'est pas un milieu neutre entre des groupes d'intérêts, ni le serviteur capitaliste de la propriété privée, mais un tiers plus haut entre les intérêts et les oppositions économiques. Par là, le fascisme fait l'impasse sur les clichés constitutionnels en cours depuis le XIXe siècle et cherche à donner une réponse aux exigences de la démocratie de masse moderne.

« Que le fascisme s'abstienne d'organiser des élections, haïsse et méprise tout l'electoralismo, n'est en rien antidémocratique mais est antilibéral. Cela correspond à la parfaite reconnaissance que les méthodes actuelles de vote à bulletins secrets mettent en danger tout ce qui est étatique et politique par une totale privatisation; le peuple est détrôné dans son unité et remplacé par le public (le souverain disparaît dans l'isoloir) et la volonté de l'État n'est plus qu'une simple somme d'intérêts individuels, privés et vulgaires, c'est-à-dire en vérité les souhaits et les ressentiments incontrôlables des masses. »

D'après Schmitt, on ne peut se prémunir contre cet effet de désintégration que si l'on construit pour chaque citoyen un devoir — au sens de la théorie de l'intégration de Rudolf Smend (de) (1882–1975) — selon lequel le vote à bulletin secret a en vue non ses intérêts privés mais le bien de la totalité du peuple. Selon Schmitt : « cette égalité de la démocratie et du vote à bulletin secret, c'est du libéralisme du XIXe siècle et pas de la démocratie. »
Selon lui, seuls le fascisme et le communisme ont cherché à rompre avec ce principe constitutionnel du XIXe siècle, afin d'exprimer les grands changements dans les structures économiques et sociales, ainsi que dans l'organisation étatique et dans une Constitution écrite. Seuls des pays pas encore totalement industrialisés, comme la Russie et l'Italie, peuvent se donner une Constitution économique moderne. Dans un État industriel développé, l'état de la politique intérieure serait dominé, selon lui, par une structure d'équilibre social entre le capital et le travail : entrepreneur et employé se tiendraient face à face avec la même puissance sociale et aucun parti ne pourrait contraindre l'autre par une décision radicale sans déclencher une effroyable guerre civile. Ce phénomène a surtout été traité du point de vue de la théorie de l'État et de la Constitution par Otto Kirchheimer. En raison de l'égalité de puissance, il ne serait plus possible de procéder à des modifications fondamentales de la Constitution ni de prendre des décisions sociales par des voies légales. Contredisant la conception marxiste de l'État comme appareil de domination de la bourgeoisie, l'État et le gouvernement ne sont dans ce cadre, selon Schmitt, plus qu'un tiers neutre au lieu de décider par sa propre force et de sa propre autorité (Positionen und Begriffe, p. 127). À l'aide d'une organisation fermée, le fascisme cherche par conséquent à créer cette suprématie de l'État face à l'économie. Par voie de conséquence, il bénéficie, affirme Schmitt, sur la durée, aux travailleurs parce que ceux-ci constituent aujourd’hui le peuple et que c'est l'État qui en réalise l'unité politique.
Cette critique des institutions bourgeoises rend Schmitt intéressant pour les jeunes juristes marxistes comme Ernst Fraenkel, Otto Kirchheimer et Franz Neumann. Schmitt a profité également directement des propositions non orthodoxes de ces critiques de gauche du système. C'est ainsi que Schmitt emprunte à Kirchheimer le titre d'un de ses mémoires les plus connus légalité et légitimité. Ernst Fraenkel fréquente les groupes de travail sur le droit public autour de Schmitt et se montre très positif sur sa critique du caractère destructif des votes sanctions. Dans une lettre de 1932 Franz Neumann fait part de son accord euphorique après la publication du livre Légalité et légitimité. Kirchheimer apporte sur cet écrit de 1932 le jugement suivant : « lorsque dans une époque future, on examinera la contribution intellectuelle de notre époque, le livre de Carl Schmitt sur la légalité et la légitimité apparaîtra comme un écrit qui se distinguera autant par son retour aux fondements de la théorie de l'État que par la retenue de ses conclusions finales ».
Dans un rapport du début de 1933 sous le titre Réforme de la Constitution et social-démocratie dans laquelle Kirchheimer discute différentes propositions en vue de réformer la Constitution de Weimar dans le sens d'un renforcement des pouvoirs du président aux dépens de celui du Reichstag, le juriste du SPD fait également remarquer les attaques dont le journal Die Gesellschaft a été l'objet de la part des communistes en raison de ses liens favorables à Carl Schmitt :« On fait état dans le no 24 du "Roten Aufbaus" des liens théoriques étranges qui ont dû être tissés entre le théoricien de l'État fasciste, Carl Schmitt, et l'organe théorique officiel du SPD, Die Gesellschaft, si l'on en juge d'après la contribution de Fraenkel ». De l'exposé de ce dernier, dans lequel il se réfère à plusieurs reprises à Carl Schmitt, résulte logiquement l'exigence d'un coup d'État que Fraenkel n'ose pas demander ouvertement. Pourtant dans les faits, Fraenkel dans son article précédent de la Gesellschaft, où il se réfère explicitement à Carl Schmitt, avait écrit :

« Ce serait rendre à l'objet de la constitution le plus mauvais des services que de vouloir simplement imputer l'extension des pouvoirs du président du Reich jusqu'à un état de dictature de fait, à sa volonté de pouvoir et à des forces qu'il représente. Si le Reichstag devient incapable de remplir sa mission, alors c'est à un autre organe de l'État qu'il faut confier cette fonction indispensable de conduire l'appareil de l'État à travers ces temps difficiles. D'où il résulte que tant qu'il y aura une majorité, certes divisée au parlement mais fondamentalement hostile à l'État, le président, pour autant qu'on puisse le nommer ainsi, ne peut rien faire d'autre qu'éviter les décisions destructives de ce parlement. Il ne fait aucun doute que Carl Schmitt avait raison lorsqu'il y a déjà deux ans, il exposait le fait qu'une constitution du Reich n'est valable que si elle donne à une majorité du Reichstag et à sa capacité d'action, tous les droits et les possibilités de s'imposer comme le facteur déterminant de la volonté politique. Si le parlement n'est pas en état de le faire, alors il n'a pas non plus le droit d'exiger que les autres instances responsables restent les bras croisés. »

À partir de 1930, Schmitt se prononce en faveur d'une dictature présidentielle autoritaire et commence à entretenir des relations avec les cercles politiques comme avec le futur ministre des Finances de Prusse Johannes Popitz. Il parvient même à avoir des contacts dans les cercles gouvernementaux et entretient des contacts étroits avec des collaborateurs du général, ministre et bientôt chancelier Kurt von Schleicher. Notamment, avant ses publications ou ses conférences publiques, il se concerte avec les collaborateurs du général tandis que, pour les cercles gouvernementaux, certains de ses travaux de droit politique ou constitutionnel comme le Gardien de la Constitution ou Le Concept de politique sont d'un grand intérêt. Malgré sa critique du pluralisme et de la démocratie parlementaire, il s'oppose vivement, avant la prise de pouvoir de 1933, aux efforts du KPD et du NSDAP en vue d'un coup d'État et soutient la politique de Schleicher qui cherche à empêcher « l'aventure » nationale-socialiste.

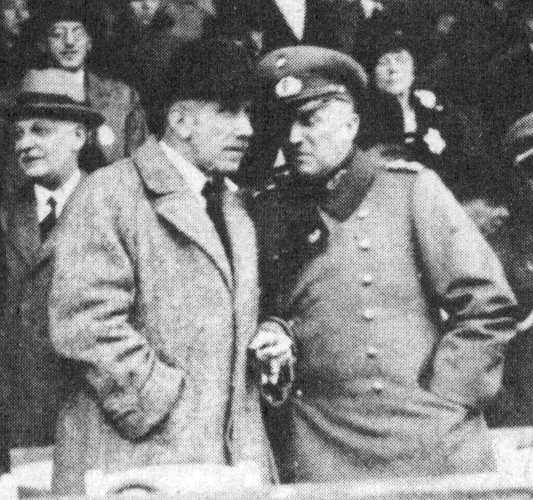
Schmitt conseille les gouvernements Papen (à gauche) et Schleicher (à droite) dans la question constitutionnelle

Dans son mémoire de juillet 1932 Légalité et Légitimité, le juriste demandait une prise de décision concernant la substance de la Constitution et contre ses ennemis. Il se place pour cela dans une critique du positivisme juridique néokantien, tel que le représente le constitutionnaliste Gerhard Anschütz. Contre ce positivisme qui ne se pose pas la question des buts des groupes politiques mais se contente d'une légalité formelle, Schmitt, pour une fois en accord avec son contradicteur Heller, met en avant la question de la légitimité en face du relativisme en faisant référence à l'incapacité de décisions politiques fondamentales.
Les ennemis politiques de l'ordre en place doivent être clairement désignés comme tels sous peine que l'indifférence face aux agissements anticonstitutionnels conduise au suicide politique. De fait Schmitt s'exprime clairement en faveur d'un combat contre les partis anticonstitutionnels. Ce qu'en même temps il désigne sous l'expression "développement logique de la Constitution" reste obscur. On a souvent supposé qu'il désigne ainsi une sorte d'État révolutionnaire-conservateur à la Papen tel que Heinz Otto Ziegler le décrit en 1932 dans état autoritaire ou total ?. Mais de nouvelles recherches fournissent des arguments selon lesquels il aspire plutôt à une stabilisation de la situation politique au sens de Schleicher et n'envisage une modification de la Constitution qu'en second lieu. En ce sens, le "développement" qu'il réclame tiendrait plus d'une modification des rapports de pouvoir que de l'établissement de nouveaux principes constitutionnels.
En 1932, Schmitt parvient à l'un des sommets de son ambition politique d'alors ; avec Carl Bilfinger (de) et Erwin Jacobi (de), il entre au gouvernement Papen, à l'occasion du coup de Prusse, c'est-à-dire la dissolution du gouvernement du Land de Prusse (dirigé par Otto Braun) par un décret d'Hindenbourg du 20 juillet 1932. En tant que proche conseiller occulte, Schmitt est mis au courant des plans qui conduisent à la déclaration d'état d'urgence, puis il participe à la défense du point de vue du Reich dans le procès intenté par le gouvernement dissout devant la Cour d'État (Staatsgerichtshof). Cette dernière, tout en donnant juridiquement tort au Reich dans son arrêt Preußen contra Reich (de) du 25 octobre, lui donnera de facto raison car à ce moment le représentant du Reich avait pris le contrôle de l'administration et le gouvernement de Prusse était devenu impuissant et marginalisé.
Schmitt et d'autres membres de l'entourage de Schleicher souhaitent, par des inflexions de la Constitution, se diriger vers une démocratie présidentielle. Il faut pour cela utiliser tous les espaces de liberté de la Constitution, implicites ou explicites. Concrètement, Schmitt suggère que le président gouverne d'après l'article 48 de la Constitution de Weimar en ignorant les votes de défiance ou les abrogations du parlement du fait de leur absence de bases constructives. Dans un article dans lequel il prend directement position pour Schleicher, intitulé : Comment préserver la capacité d’action du gouvernement présidentiel en cas d’obstruction à ce travail de la part du Reichstag avec l’objectif de préserver la Constitution. il préconise une voie moyenne qui ne porte atteinte qu’au minimum à la Constitution à savoir : « l’interprétation authentique de l’article 54 (qui règle les votes de défiance) dans la direction d’un développement naturel (les votes de défiance ne valent que s’ils viennent d’une majorité qui soit en état de produire un état de confiance) ». L'article affirme que « si l’on souhaite s’écarter de la Constitution, cela ne peut advenir qu'en restant dans la direction à partir de laquelle la Constitution se développe sous la contrainte des circonstances et en accord avec l’opinion publique. On doit bien garder à l’esprit le but de la modification constitutionnelle et ne pas s’en écarter. Ce but n’est pas de livrer la représentation populaire à l’exécutif (le président du Reich convoque et fixe l’ordre du jour du Reichstag), mais c’est un renforcement de l’exécutif par la mise à l’écart ou l'affaiblissement de l’article 54 procédant d'une limitation du Reichstag par la législation et le contrôle. Mais ce but est déjà parfaitement atteint par une interprétation authentique de la raison d’être d’un vote de défiance. On aurait alors modifié la Constitution en réussissant un précédent."
La une du 27 janvier 1933 de son journal montre à quel point les activités de Schmitt étaient liées à celles de Schleicher : « l’incroyable est arrivé. Le mythe de Hindenburg est mort. Le vieux n’était finalement rien de plus qu’un Mac Mahon. Situation épouvantable. Schleicher se retire. Papen ou Hitler arrive. Le vieux est devenu fou. » Tout comme Schleicher, Schmitt est d’abord un opposant à l’arrivée de Hitler à la chancellerie. Le 30 janvier il note dans son journal : « suis encore grippé. J’ai téléphoné à la Handelhochschule et ai annulé mon cours. Deviens peu à peu muet, je ne peux plus travailler. Situation risible, ai lu les journaux excité. M’énerve après ce stupide et ridicule Hitler ».

### Le problème de l’interprétation de 1933: césure ou continuité?
Après la loi sur les pleins pouvoirs du 24 mars 1933, Schmitt apparaît comme un partisan convaincu des nouveaux maîtres. Que ce soit par opportunisme ou par conviction intime reste controversé. Tandis que certains observateurs voient chez Schmitt une incontrôlable prétention qui l’a conduit à être conseiller de tous les gouvernements depuis celui de Hermann Müller en 1930 (après 1945 il aurait pareillement recherché à se placer chez les Russes et les Américains) ; d’autres voient en Schmitt un critique radical du libéralisme qui aurait carrément opté pour le national-socialisme sans réfléchir. La question est donc de savoir si l’engagement de Schmitt pour le national-socialisme est un problème théorique ou une question de personnalité. On discute donc aujourd’hui encore pour savoir si l’année 1933 est en continuité ou bien représente une rupture dans la théorie de Schmitt. Que ces thèses contradictoires soient encore débattues aujourd’hui résulte du fait que Schmitt rédige de manière ambiguë et s'avère être « un virtuose de l'auto interprétation rétrospective, adaptée à chaque fois aux besoins changeants de justifications ». Aussi les défenseurs des deux positions extrêmes (rupture vs continuité) peuvent évoquer à l'appui de leur thèse les propres explications de Schmitt.
Henning Ottmann décrit cette antithèse : Pensée occasionnaliste ou continuité comme la question fondamentale de toute l'interprétation "schmittienne". Reste toujours ouverte la question de savoir si la pensée de Schmitt suit une logique interne (continuité), ou si elle ne se meut que sous des causes externes (occasions), dont sont victimes la consistance et la logique interne. D'après Ottmann une réponse à cette question n'est pas facile à apporter: Qui défend l'occasionalisme doit dissoudre tout leitmotiv de la pensée schmittienne jusqu'à en faire un décisionisme qui puisse décider de chaque cas particulier. Qui, par contre, veut reconnaitre une pure continuité doit construire un étroit chemin qui conduise de l'antilibéralisme ou de l'antimarxisme à l'État de non-droit national-socialiste. Par conséquent Ottmann parle plutôt de "Continuité et Modification" c'est-à-dire plus de "modifications que de continuité". Gardant en vue le soutien au gouvernement Kurt von Schleicher, certains historiens parlent quant à eux de césure. D'autres croient reconnaître une ligne continue comme pour ce qui concerne la fonction sociale ou le catholicisme. Mais si l'on garde à l'esprit la soudaineté de ce changement en février 1933, on est bien proche des raisons opportunistes. Par ailleurs, il existe bien quelques points de jonction comme l'antilibéralisme ou l'admiration pour le fascisme si bien que le retournement de Schmitt n'est pas seulement un problème de personnalité mais bien également à comprendre comme un problème de théorie ainsi que l'affirme Karl Graf Ballestrem.

### L'époque du national-socialisme

#### Résumé
Schmitt, qui devient professeur à l'Université de Berlin en 1933 rejoint le parti nazi le 1er mai de la même année. Il est rapidement recruté comme « Preußischer Staatsrat » par Hermann Göring et devient président de l'Union des juristes nationaux-socialistes (« Vereinigung nationalsozialistischer Juristen ») en novembre. [réf. nécessaire]Il considère ses théories comme le fondement idéologique de la dictature nazie et une justification de l'État national-socialiste, considérant la philosophie du droit, et notamment le concept d’auctoritas via le Führerprinzip.
Six mois plus tard, en juin 1934, Schmitt devient rédacteur en chef du Deutsche Juristen-Zeitung. En juillet, il justifie les assassinats politiques de la Nuit des Longs Couteaux en parlant de « forme suprême de justice administrative » (« höchste Form administrativer Justiz »). Schmitt se présente comme un « antisémite radical » et dirige la convention des professeurs de droit à Berlin en octobre 1936 au cours de laquelle il demande que la loi allemande soit purgée de toute trace d'« esprit juif » (« jüdischem Geist ») et propose que toutes les publications dans lesquelles interviennent des scientifiques juifs soient marquées d'un signe distinctif. [réf. nécessaire]
Néanmoins, en décembre 1936, la publication SS Das Schwarze Korps accuse Schmitt d'être un opportuniste – penseur hégélien et catholique – et déclare son antisémitisme peu sincère en citant certains de ses propos antérieurs dans lesquels il critique les théories raciales nazies. [réf. nécessaire] Cela met un terme à la position de Schmitt comme juriste officiel du régime, mais grâce à l'intervention de Hermann Göring il conserve son poste à l'Université de Berlin et sa fonction officielle de conseiller d'État pour la Prusse « Preußischer Staatsrat ».

#### Développement

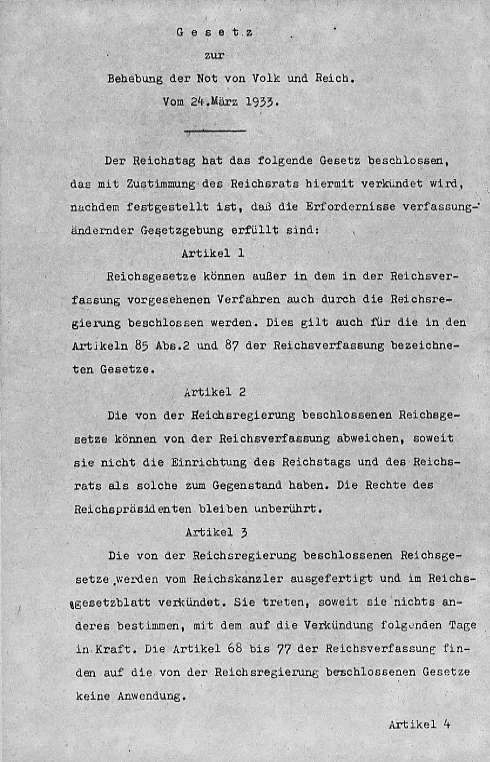
La loi des pleins pouvoirs – pour Schmitt la source d'une nouvelle légalité

D'après les indications de Schmitt lui-même, Johannes Popitz aurait joué un rôle déterminant dans sa conversion au national-socialisme. Le politicien était ministre de Schleicher et devint en avril 1933 Ministre Président de Prusse. Popitz sert d'intermédiaire entre Schmitt et des fonctionnaires nationaux-socialistes lors des premiers contacts à l'époque où Carl Schmitt travaille avec son collègue Carl Bilfinger sur les directives concernant les gouverneurs du Reich après le coup de force de Prusse.
Même si les motifs ne peuvent être éclaircis de manière définitive, il est indubitable que Schmitt s'oriente entièrement dans le sens de la nouvelle ligne. Il décrit la "loi des pleins pouvoirs" comme une « disposition provisoire de la révolution allemande » et adhère au NSDAP le 1er mai comme tant d'autres "victimes de mars".

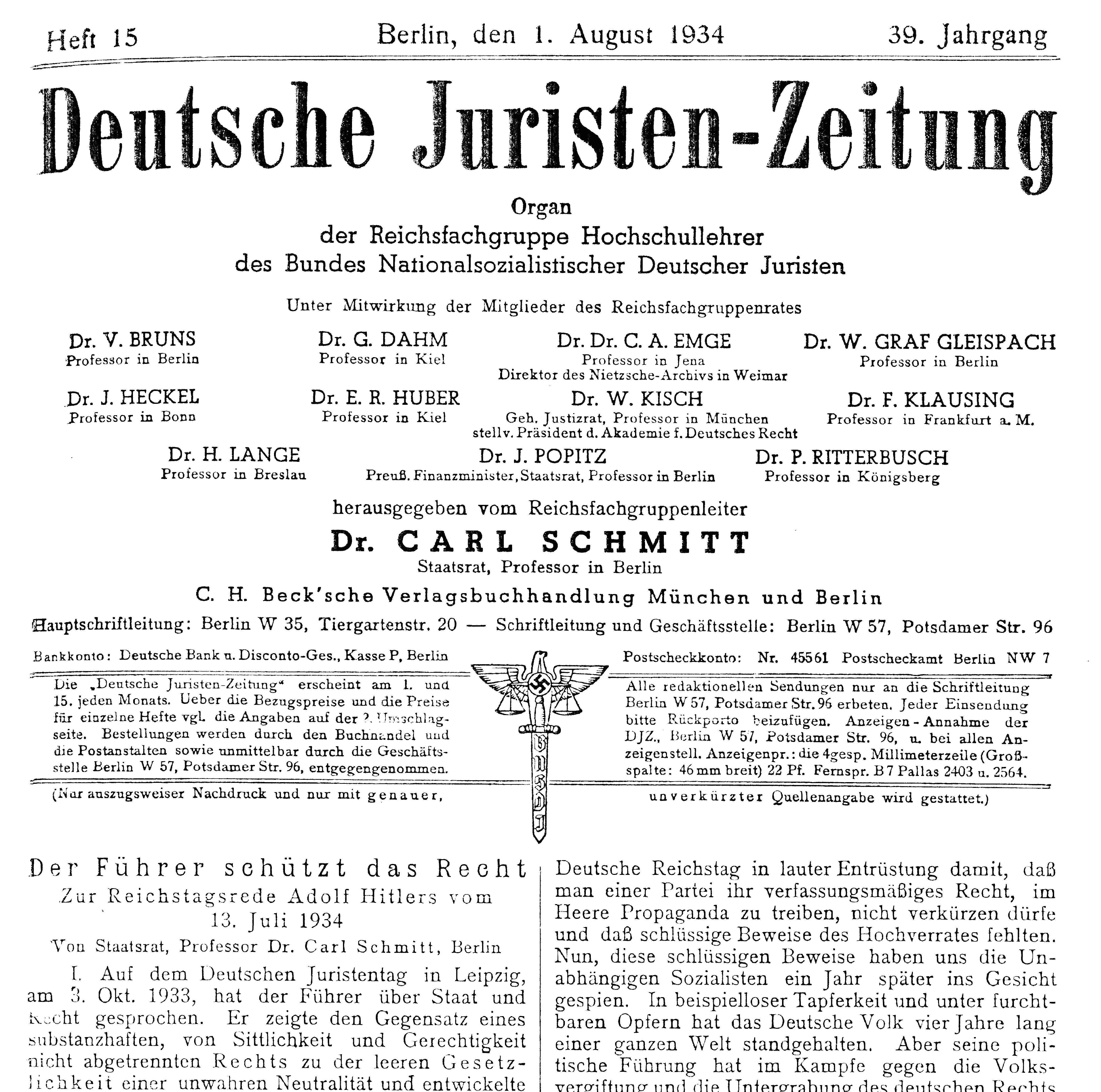
„Le véritable Führer est aussi juriste“ – l'apologie du Nationalsocialisme par Carl Schmitt passe pour une formidable perversion de la pensée du droit

En 1933 il déménage pour l'université de Cologne où en l'espace de quelques semaines il achève sa transformation en juriste d'État au sens des nouveaux maîtres nationaux-socialistes. Il a entretenu auparavant de nombreux contacts personnels avec des collègues juifs qui avaient parfois grandement contribué à sa rapide ascension académique. Mais à partir de 1933, il commence à dénoncer ses collègues professeurs d'origine juive et à publier des pamphlets antisémites. Par exemple, il renie le soutien que lui a apporté Hans Kelsen — en l'appelant à sa succession à l'université de Cologne — en refusant de signer une résolution s'opposant à sa destitution. Néanmoins, il n'a pas un tel comportement à l'encontre de tous ses collègues Juifs. C'est ainsi que, par exemple, il fait appel à Erwin Jacobi (de) pour des travaux d'expertise. Mais ses invectives antisémites à l'encontre de Kelsen continuèrent, même après 1945. À l'époque du national-socialisme, il ne cessa pas de le désigner comme « le Juif Kelsen ».
Schmitt remporte un succès particulièrement important avec le nouveau régime lorsqu'il est nommé au Conseil d’État prussien, titre dont il fut toute sa vie particulièrement fier. Encore en 1972, il déclarera être reconnaissant d’être devenu conseiller d’état de Prusse et non Prix Nobel. Parallèlement, il devient éditeur du Deutschen Juristenzeitung (DJZ) et membre de l’Académie pour le droit Allemand. Schmitt obtient en même temps la direction du Groupe des professeurs d’université et celle du Groupe spécialisé des professeurs de Grandes Écoles dans l’association NS.
Dans un écrit État, Mouvement, peuple : les trois composantes de l’unité politique (1933) Schmitt insiste sur la légitimité de la révolution allemande : « La prise de pouvoir par Hitler se situe formellement en harmonie avec la Constitution précédente », elle prend racine dans « la discipline et le sens de l’ordre des Allemands ». Le concept central de l’état NS est le führertum, condition indispensable pour l’égalité « raciale » du Führer et de ceux qui le suivent.
Tandis qu’il insiste sur la légitimité de la « Révolution NS », il forge la légitimation juridique de la prise en main par le NSDAP. En raison de ses interventions tant juridiques qu'orales en faveur de l’État NS, il fut décrit par des contemporains et en particulier par certains émigrés politiques (dont des étudiants et des connaissances) comme le « Juriste de la Couronne (Kronjurist) du Troisième Reich ». Ce fut particulièrement vrai pour l'un de ces opposants, Waldemar Gurian. Que cela soit peut-être une exagération de son rôle véritable est sujet à controverse.
Au printemps 1933, Schmitt est nommé pour « raison d’État » à l’Université Wilhelm von Humboldt de Berlin et y développe la doctrine de la pensée-concrète-de-l’ordre (Konkretes Ordnungsdenken), selon lequel cet ordre trouve sa représentation institutionnelle dans le monopole de prise de décision d’un service (de l'État) doué d'infaillibilité. Cette doctrine de la souveraineté d’un chef charismatique trouve son modèle dans le développement du Führerprinzip et la thèse d’une identité de la loi et de la volonté. (« La loi est la volonté du Führer »). De ce fait, les nouveaux détenteurs du pouvoir peuvent d’autant plus faire appel à Schmitt. Il fournit les mots clés comme « État total », « guerre totale » ou « grand espace géostratégique avec interdiction d’intervention de toute puissance extérieure » qui eurent un grand succès même s’ils ne lui sont pas directement attribuables.
Les interventions de Schmitt en faveur du nouveau régime furent absolument sans condition. Comme exemple on donnera son instrumentalisation de l’histoire constitutionnelle pour justifier le régime NS. Beaucoup de ses prises de position vont bien au-delà de ce que l’on attendrait d’un juriste digne de confiance. Schmitt souhaitait manifestement se faire bien voir par des formulations particulièrement tranchées. En réaction aux assassinats de l’affaire Röhm le 30 juin 1934 parmi lesquels on trouve le chancelier Kurt von Schleicher qui lui fut politiquement très proche, il justifie l'auto-justification d'Adolf Hitler en ces termes :

« Le Führer protège le droit de ses pires mésusages, lorsqu'à l'instant du danger en vertu de sa qualité de guide ("Führertum") il se fait juge suprême et crée directement le droit. »

Le véritable Führer est toujours également juge et de sa qualité de guide découle la capacité à dire le droit. Cette affirmation de l'harmonie entre "capacité à diriger" et "capacité à dire le droit" passe pour le signe d'une formidable perversion de la pensée du droit. Schmitt clôt son article par cet appel politique :

« Qui voit le puissant soubassement de notre donne politique comprendra les avis et les avertissements du Führer et se préparera au grand combat spirituel par lequel nous ferons valoir notre bon droit. »

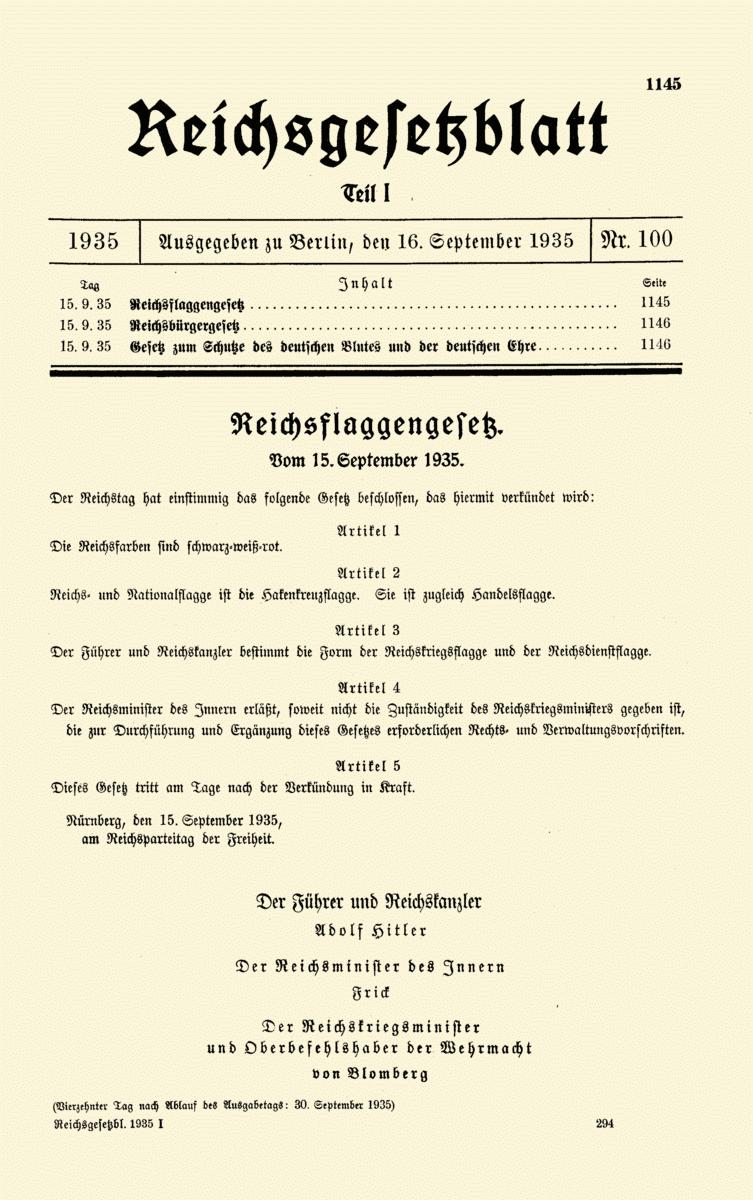
Les lois raciales de Nüremberg dans le Bulletin Officiel du Reich (Reichsgesetzblatt) Nr. 100, 16. Septembre 1935 – pour Schmitt la "Constitution de la liberté".

Schmitt se révèle à nouveau raciste et antisémite lorsqu'en 1935, il décrit les lois raciales de Nuremberg comme constitutives de la liberté (d'après le titre d'un article du DJZ), point de vue grotesque même sous l'angle national-socialiste. Avec ces lois destinées à préserver le sang et l'honneur allemand qui condamnent les rapports entre Juifs (au sens NS) et Allemands de sang, Schmitt voit l'émergence "d'un nouveau paradigme dans l'établissement du droit". D'après Schmitt,
« Cette législation issue du souvenir de la race, se heurte aux lois des autres pays qui ou bien ne connaissent pas de différences raciales fondamentales ou bien les nient. » Cette confrontation de différents principes ou visions du monde était pour Schmitt l'un des objets régulateurs dans le droit des peuples. Le point culminant de l'activité de propagande de Schmitt au sein du parti est sa direction des assises sur "La Judéité dans la science allemande du droit (Das Judentum in der deutschen Rechtswissenschaft)" en octobre 1936. À cette occasion il s'exprime explicitement en faveur de l'antisémitisme du parti et demande que l'on ne cite plus les auteurs juifs dans la littérature juridique ou, à tout le moins, qu'on les fasse connaitre comme tels.
« Ce qu'a dit le Führer à propos de la dialectique juive doit toujours rester présent à notre esprit et à celui de nos étudiants afin d'échapper au grand danger que constituent des camouflages toujours renouvelés. Se contenter d'un antisémitisme intuitif est insuffisant; on a besoin d'une assurance pleinement consciente. Nous devons libérer l'esprit Allemand de toutes les falsifications. Falsification de cet esprit conceptuel qui a permis aux généreux combats du Gauleiter JS de désigner les immigrés juifs comme quelque chose de non-spirituels »
Pourtant il y a à peu près en même temps une campagne nationale-socialiste contre Schmitt qui devait conduire à sa mise à l'écart progressive. Reinhard Mehring écrit à ce sujet :
« La coïncidence entre ces assises et la campagne dont il fut l'objet de la part des nationaux-socialistes fait que l'on considère ces propos -y compris dans les cercles nationaux-socialiste- comme une adhésion du bout des lèvres, opportuniste, et qu'on ne les a pas examinés avec assez d'attention. Ce n'est qu'en 1991 que la publication du "Glossariums" correspondant aux années 1947 à 1951, le montre même après 1945 comme un bouillant antisémite n'ayant pas le moindre mot à propos de la privation des droits, des brutalités et de l'extermination dont les Juifs furent victimes. Depuis lors son antisémitisme est devenu un sujet central. Était-il fondé sur un racisme biologique ou avait-il un autre fondement ? La discussion est loin d'être close « On peut cependant avancer que même s'il est virulent, il n'a rien de racial puisqu'il soutient le jeune Leo Strauss pour l'obtention d'une bourse Rockefeller afin qu'il aille travailler sur Thomas Hobbes en France et en Angleterre ; ses échanges intellectuels après la Seconde Guerre mondiale avec le philosophe Jacob Taubes montrent l'ambiguïté de ses écrits, où il traite de manière négative l'apport des Juifs à la culture occidentale. »
Dans le journal proche de la SS, Schwarzes Korps, on accusa Schmitt d'opportunisme et de manquer d'esprit national-socialiste. À cela s'ajoutèrent des reproches au sujet de son soutien au gouvernement Schleicher ainsi que ses amitiés avec des Juifs : « Dans le procès entre la Prusse et le Reich, Schmitt combattit aux côtés des Juifs en faveur du gouvernement réactionnaire intérimaire de Schleicher (sic ! en fait celui de v. Papen) ».
« Dans le communiqué de Rosenberg concernant l'état idéologique, Schmitt avec le demi-Juif Jacobi a soutenu, contre l'opinion dominante, que malgré une majorité des deux tiers – conformément à l'article 76 – il ne serait pas possible à une majorité nationale-socialiste au Reichtag d'adopter une loi modifiant la Constitution, par exemple le principe de la démocratie parlementaire, au moyen d'une loi d'essence fondamentalement politique, au motif qu'une telle modification ne serait pas une révision de la Constitution mais bien un changement de Constitution. »
L'organe national-socialiste s'efforce à partir de 1936 de faire perdre à Schmitt sa position en lui déniant une mentalité national-socialiste et en démontrant son opportunisme. À la suite du scandale provoqué par la publication dans le Schwarzen Korps, Schmitt perd toutes ses fonctions dans l'organisation du parti. Il reste cependant jusqu'à la fin de la guerre professeur à l'Université Friedrich-Wilhelm de Berlin et conserve son titre de conseiller d'État de Prusse.
Jusqu'à la fin du national-socialisme, Schmitt travaille principalement dans le domaine du droit populaire et cherche également dans ce domaine à fournir au régime des mots-clés. C'est ainsi qu'il forge en 1939 au début de la seconde guerre mondiale le concept de völkerrechtlichen Großraumordnung (aménagement du macro-espace du droit international) qu'il comprenait comme une doctrine Monroe allemande. Plus tard, il lui est attribué d'avoir cherché à fonder la politique expansionniste d'Adolf Hitler sur le droit international. Ainsi Carl Schmitt prend part à ce qu'on nomme l'Aktion Ritterbusch où de nombreuses personnalités accompagnent au titre de conseillers, la politique national-socialiste en matière de peuplement ou de territoire.

### Après 1945
Carl Schmitt se trouvait à Berlin lors de la fin de la guerre. Le 30 avril — jour du suicide d'Adolf Hitler — il fut arrêté par les troupes soviétiques et relâché après une courte audition. Le 26 septembre, ce fut au tour des Américains de l'arrêter. Il restera interné dans différents camps jusqu'au 10 octobre 1946. Six mois plus tard, il est à nouveau arrêté et expédié à Nuremberg où il restera emprisonné du 29 mars au 13 mai 1947 en raison du procès de Nuremberg. Le procureur en chef Robert Kempner souhaitait l'entendre comme inculpé potentiel au titre de sa « participation directe ou indirecte à la planification des guerres d'agression, des crimes de guerre et crimes contre l'humanité ». Mais finalement, aucun chef d'accusation ne fut retenu puisqu'aucun délit ne pouvait être établi : « Pour quels motifs aurais-je pu l'accuser ? » se justifia plus tard Kempner. « Il n'a commis aucun crime contre l'humanité, n'a pas assassiné de prisonniers de guerre ni préparé une guerre d'agression. » Dans une prise de position, Schmitt se décrivit comme un pur scientifique qui était en fait un « aventurier intellectuel » ayant pris certains risques au nom de la connaissance. Kempner répliqua « Et que faites-vous d'une connaissance qui se solde par la mort de millions d'individus? » ce à quoi Schmitt répondit : « Le christianisme également s'est soldé par la mort de millions d'individus. On ne peut l'avoir (cette connaissance) si l'on n'en a pas fait l'expérience ».
Durant ses presque sept semaines de détention dans la prison des criminels de guerre de Nuremberg, Schmitt écrivit néanmoins quelques courts textes comme le chapitre Vérité de la Cellule de son volume Ex Captivitate Salus publié en 1950. Il s'y remémore le refuge intellectuel que lui procura Max Stirner durant son semestre d'incarcération berlinois. Après l'avoir déchargé de ses chefs d'inculpation, Kempner fit appel à lui en tant qu'expert à propos de diverses questions comme celles du statut de ministre du Reich ou de chef de la chancellerie ou encore pourquoi le fonctionnariat avait-il suivi Hitler.

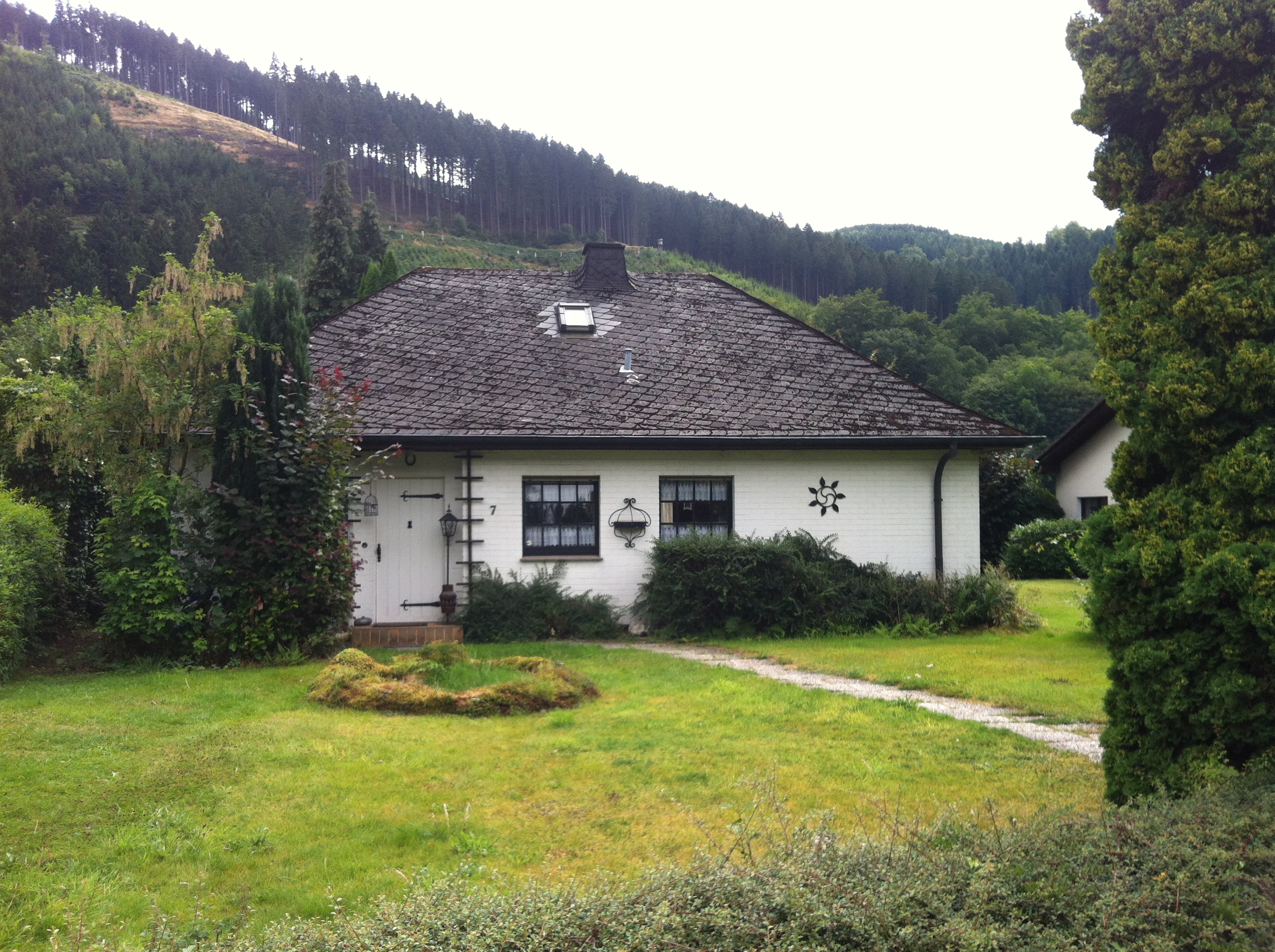
San Casciano, maison de Carl Schmitt à Plettenberg-Pasel, 1971-1985.

Fin 1945, Schmitt est destitué de toutes ses fonctions sans indemnités. Il ne peut plus enseigner et retourne dans sa ville natale de Plettenberg où il s'installe dans la maison de sa gouvernante Anni Stand. Bien qu'isolé du monde universitaire et politique, il continue de mener des travaux sur le droit international à partir des années 1950 et reçoit un flot continu de visiteurs, des collègues comme de jeunes intellectuels. Parmi ceux-ci, Ernst Jünger, Jacob Taubes et Alexandre Kojève. Il publie d'abord sous un pseudonyme, divers écrits dont par exemple dans le Eisenbahnzeitung, une recension de la loi fondamentale de Bonn sous le nom de Walter Haustein. Suivront toute une série de publications : le Nomos de la Terre, La Théorie du partisan, Théologie politique II, mais qui ne connaitront pas le succès de celles de l'époque de Weimar. En 1952 il obtient une pension mais ne peut toujours pas enseigner. Il participe cependant à l'Union Allemande des professeurs de droit.
Pour n'avoir jamais pris ses distances vis-à-vis de son action durant le Troisième Reich, toute réhabilitation morale lui est interdite à la différence de beaucoup d'autres théoriciens du droit national-socialistes (comme Theodor Mauz ou Otto Koellreutter). De fait, il souffrait de son isolement mais ne fit aucun effort dans le but d'obtenir sa "dénazification". Il note dans son journal au 1er octobre 1949 : « Pourquoi ne vous faites-vous pas dénazifier ? D'abord, parce que je ne me fais pas facilement récupérer et ensuite parce que l'opposition par la collaboration est une méthode nazie mais n'est pas de mon goût. »
La seule manifestation de regret se trouve dans les comptes rendus des interrogatoires de Kempner qui furent publiés par la suite. Kempner : « Regrettez-vous d'avoir à l'époque écrit des choses comme ça (comme « le Führer préserve le droit »)? » Schmitt : « Aujourd'hui naturellement. Je trouve cela injuste de vouloir encore remuer cette honte que nous avons subie. » Kempner « Je ne veux rien remuer ». Schmitt : « C'est sûr, c'est effroyable. Il n'y a rien d'autre à ajouter. »
Le principal reproche que l'on fit à Schmitt dans l'après-guerre fut sa défense de l'assassinat de Röhm ("Le Führer préserve le droit…") et ses textes antisémites ainsi que la direction du colloque juif de 1936 à Berlin. Il fut par exemple violemment attaqué sur ces points par le juriste de Tübingen, Adolf Schüle, en 1959.
Même après la fin du régime national-socialiste, Schmitt n'eut jamais un mot de regret concernant l'holocauste comme le confirme la publication posthume de son journal : le Glossarium. À ce propos, il aura cette phrase : « Génocide, assassinat de peuples, concept touchant. » Par ailleurs, on lui reprochera de relativiser le crime. La seule entrée qui traite explicitement de la Shoah énonce : « Qui est le vrai criminel, le véritable instigateur de l'hitlérisme ? Qui a découvert ce personnage ? Qui a donné cet épisode abominable au monde ? À qui sommes-nous redevable de ces 12 millions (sic.) de Juifs assassinés ? Je puis vous le dire très précisément. Hitler ne s'est pas découvert tout seul. Nous le devons au pur esprit démocratique qui nous a concocté la figure mythique du soldat inconnu de la Première Guerre mondiale. »

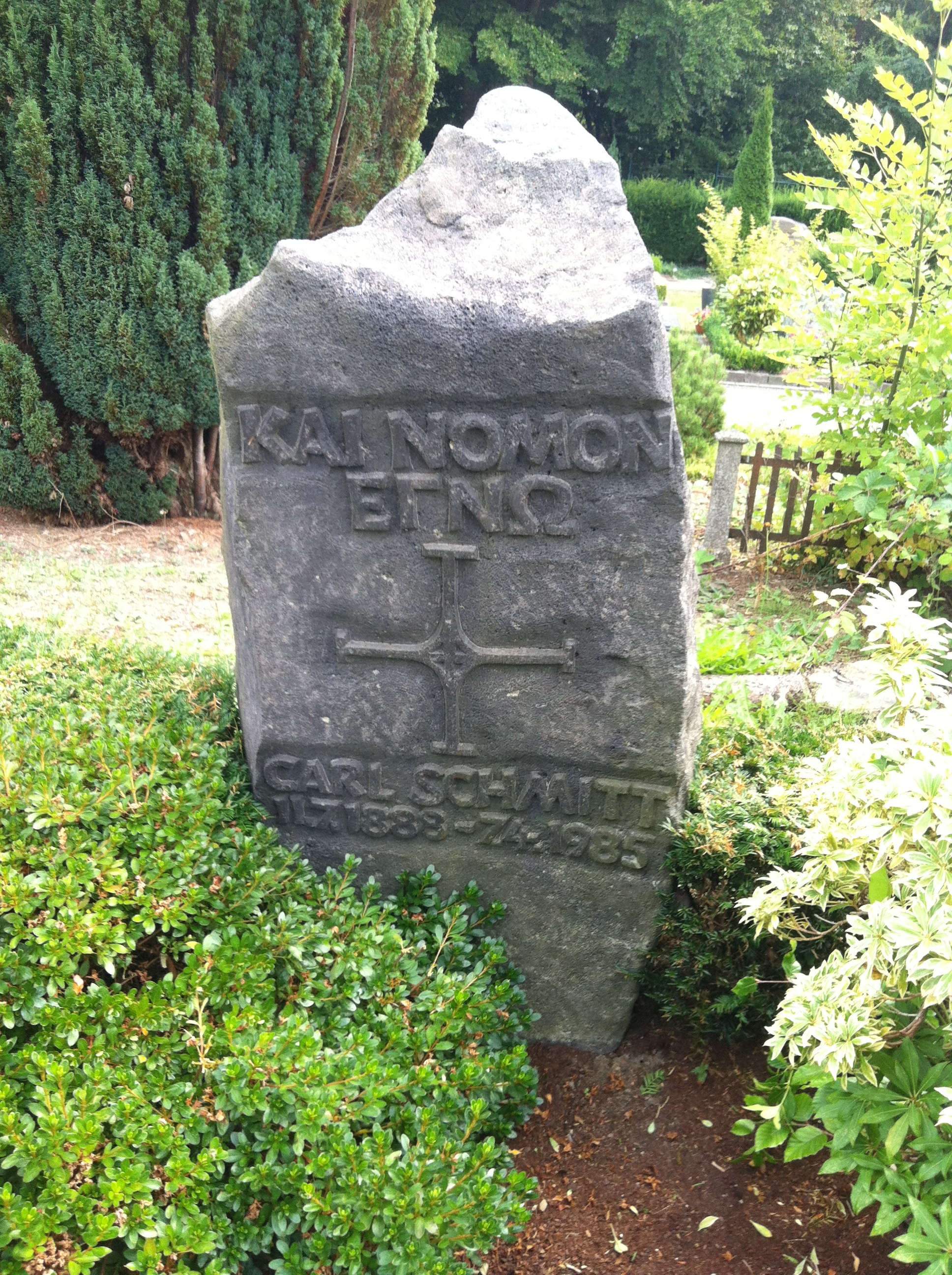
Pierre tombale, cimetière catholique, Plettenberg-Eiringhausen.

Il ne s'est pas non plus départi de son antisémitisme après 1945. Comme exemple on cite souvent l'entrée du 25 septembre 1947 du Glossarium où il décrit les « Juifs assimilés » comme les « véritables ennemis ». Néanmoins, la pertinence de l'exemple doit être fortement relativisée car il s'agit d'un extrait difficilement identifiable. Celui-ci fait référence à un petit essai de Peter F. Drucker, The end of economic man (1939) dont Carl Schmitt extrait quelques éléments L'entrée énonce :
« Car les Juifs restent toujours des Juifs. Tandis qu'un communiste peut s'améliorer et changer. Cela n'a rien à voir avec la race nordique etc. Seul le Juif assimilé est le véritable ennemi. Cela n'a pas de sens de prouver la fausseté des Protocoles des Sages de Sion. »
Schmitt se réfugie dans l'auto-justification et se décrit de façon imagée tantôt comme un Épiméthée chrétien, tantôt comme le rempart contre le catéchisme anti-chrétien. Ces descriptions imagées devinrent son élixir de vie. Il trouva constamment de nouvelles images jouant les unes avec les autres, afin d'illustrer son innocence. C'est ainsi par exemple qu'il affirme s'être comporté vis-à-vis du national-socialisme comme le chimiste et hygiéniste Max von Pettenkofer qui s'inocula une culture du bacille du choléra devant ses étudiants afin de prouver sa résistance. Pareillement, il aurait, lui Schmitt, absorbé volontairement le virus du national-socialisme et n'en aurait pas été infecté. À d'autres endroits, Schmitt se compare à Benito Cereno, héros d'une nouvelle d'Herman Melville (1856), dans laquelle un capitaine est gardé prisonnier par des mutins sur son propre bateau. Lors de la rencontre avec d'autres navires, le capitaine est contraint par les mutins de faire comme si de rien n'était – une tragicomédie absurde qui fait apparaître le capitaine comme dangereux, à demi fou et franchement louche. Sur le bateau est écrit : Seguid vuestro jefe (« suivez votre chef » en espagnol). Schmitt baptise sa maison de Plettenberg San Casciano, en référence au lieu de résidence bien connu de Machiavel.
En 1962, Schmitt donne des conférences dans l'Espagne franquiste, dont deux font l'objet de publication l'année suivante dans Théorie du Partisan (Telos Press, 2007). Il y qualifie la Guerre civile espagnole de « guerre nationale de libération » contre le « communisme international ». Schmitt considère la figure du partisan comme un phénomène significatif de la seconde moitié du XXe siècle, indiquant l'émergence d'une nouvelle théorie de la guerre.
Carl Schmitt meurt en avril 1985, à presque 97 ans, de sclérose en plaques. Sa maladie le conduit à des périodes obsessionnelles toujours plus longues. Déjà sujet auparavant à des accès paranoïaques, il se sent poursuivi par des voix et des ondes sonores. Ces ondes furent sa dernière obsession. Il aurait déclaré à un de ses amis : « Après la Première Guerre mondiale, j'avais déclaré : « est souverain celui qui peut décider de la situation d'exception ». Après la Seconde Guerre mondiale, à l'approche de ma mort, je déclare : « est souverain celui qui peut disposer des ondes spatiales ». » Sa démence lui fait voir des microphones et des poursuivants partout. Il meurt le dimanche de Pâques 1985 à la clinique protestante de Plettenberg. Il est enterré au cimetière catholique du village.

## La pensée de Carl Schmitt
Ses étiquettes sont nombreuses. Il passe pour nationaliste, adversaire du pluralisme et du libéralisme, contempteur du parlementarisme, opposé à l'état de droit, au droit naturel et à la suite de Machiavel ou Hobbes, néo-absolutiste. Il n'y a aucun doute que sa pensée ait suivi des voies réactionnaires: il s'émerveilla à la vue du fascisme italien, et durant la période nazie fut un antisémite déclaré qui put fournir une justification aux crimes.
Certes, les publications de Schmitt ont toujours contenu des digressions et des mises au point sur des sujets relevant de la politique du jour, mais entre 1933 et 1945 elles furent explicitement imprégnées d'idéologie national-socialiste. Afin de cautionner le racisme et la mythologie Blut und Boden du national-socialisme, il dut modifier peu à peu à partir de 1933 ses théories politiques développées durant la période de Weimar.
Malgré ces aspects réactionnaires et un antisémitisme présent tout au long de sa vie, même si ce fut sous des formes diverses, Schmitt est considéré de nos jours comme un penseur original de philosophie politique. On se contentera ci-dessous d'un survol de ses concepts les plus fondamentaux.

### Schmitt, catholique et critique de la culture

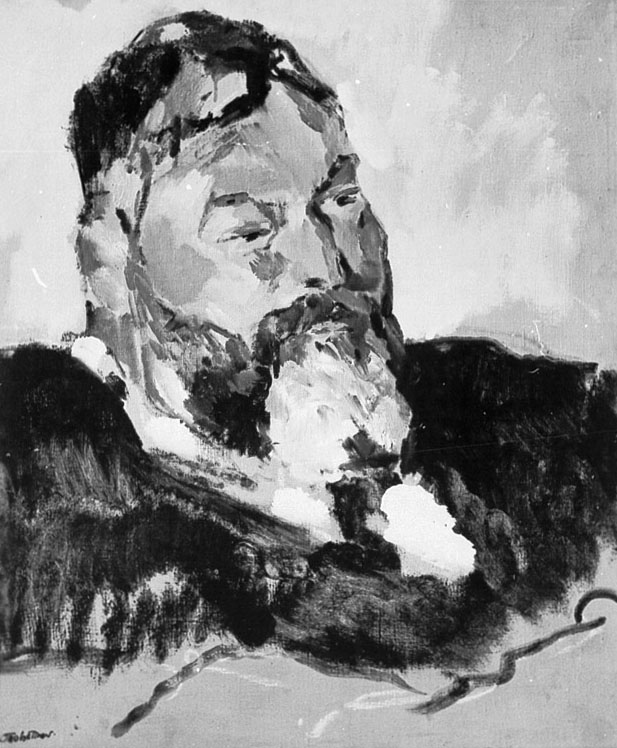
Theodor Däubler (ici d'après un portrait de Otto Hettner) fut l'inspirateur de la critique « schmittienne » de la modernité.

En tant que catholique, Schmitt fut profondément imprégné de pessimisme à l'égard de l'idéologie du progrès, de son optimisme et de la technicisation. Refusant d'utiliser une conception relativiste et une façon neutre de penser, il développe une critique personnelle de la culture qui transparaît dans différents passages de son œuvre. En particulier ses premières œuvres contiennent des débordements de pessimisme culturel surtout dans celle où il s'explique avec le poète Theodor Daübler à propos de son épopée Nordlich (1916). Là, le juriste cède complètement la place à un commentateur de la culture s'intéressant à l'art. On peut également y reconnaître un clin d'œil au gnosticisme que Schmitt, qui fut très impressionné par ses lectures de Marcion, laisse s'épancher librement.
Le jeune Schmitt se montre très polémique envers la « sécurité » bourgeoise et sa passivité avec des réminiscences anticapitalistes. Cette opinion est particulièrement visible dans son livre à propos de Nordlich de Daübler. Précisément : « Cette époque s'est elle-même décrite comme celle du capitalisme, mécaniste et relativiste, comme l'époque du transport, de la technique et de l'organisation. Dans les faits c'est le "fonctionnel" qui semble lui donner sa caractéristique. Le fonctionnel comme le moyen permettant d'atteindre n'importe quel but lamentable ou dépourvu de sens, la priorité du moyen sur le but; le fonctionnel qui anéantit si bien l'individualité qu'il ne se rend même pas compte de sa disparition et ne travaille pas à partir d'une idée mais tout juste à partir d'un lot de banalités et s'efforce essentiellement que tout soit bien lisse et se déroule sans frottement ».
Pour Schmitt à la suite de Daübler, les hommes avec leur « énormes richesses matérielles » ne sont en fait devenus que de pauvres diables, une « ombre s'en allant claudiquant au travail » Le fonctionnel et l'organisation devenue société obéissant à la dictature inconditionnelle de l'utilité dévalorisent en conséquence tous les mystères et toute l'exubérance de l'âme. Les hommes sont ternes et mondialisés et ne peuvent plus prendre la moindre position transcendante.
Chez Daübler, le progrès apparait comme l'œuvre de l'antéchrist, du grand sorcier. Schmitt en retient les éléments anticapitalistes : l'Antéchrist, le « sorcier inquiétant » contrefait le monde de Dieu. Il modifie le visage de la Terre et asservit la nature : « Elle le sert ; le but est indifférent, pour la satisfaction de n'importe quel besoin artificiel, pour l'agrément ou le confort ». Les hommes abusés ne voient d'après cette conception que les effets fabuleux. La nature semble les dominer et l'ère de la sécurité arrive. On prend soin de tout, « d'astucieuses prévisions et planifications » remplacent la providence. Celle-ci crée l'enchantement comme n'importe quelle institution.
Bien plus tard, après la Seconde Guerre mondiale, Schmitt reprendra ce thème apocalyptique dans son journal : « C'est le mot clé de toute mon existence intellectuelle et journalistique : la lutte pour le renforcement de ce qui est proprement catholique (contre les neutralistes, les bons à rien esthétiques, contre les avorteurs, les incinérateurs de cadavres et les pacifistes). »
L'image négative de la contre-révolution fascine Schmitt tout comme le combat de Däubler contre la technique, le progrès et l'utilitarisme. Dans sa théologie Politique, il évoque avec émerveillement l'image de l'homme de Donoso Cortés comme le mépris universel pour la race humaine :

« Son (Cortès) mépris de l'homme ne connait plus de limites; leur entendement aveugle, leur volonté infirme, les élans risibles de leurs désirs charnels lui semblent si minables que tous les mots de toutes les langues humaines ne suffisent pas pour exprimer toute la bassesse de cette créature. Si Dieu ne s'était fait homme - le reptile qu'écrase mon pied serait moins méprisable qu'un homme. La stupidité des masses l'étonne autant que la vanité imbécile de leurs dirigeants. Sa conscience du péché universelle, plus effrayante que celle d'un puritain. »

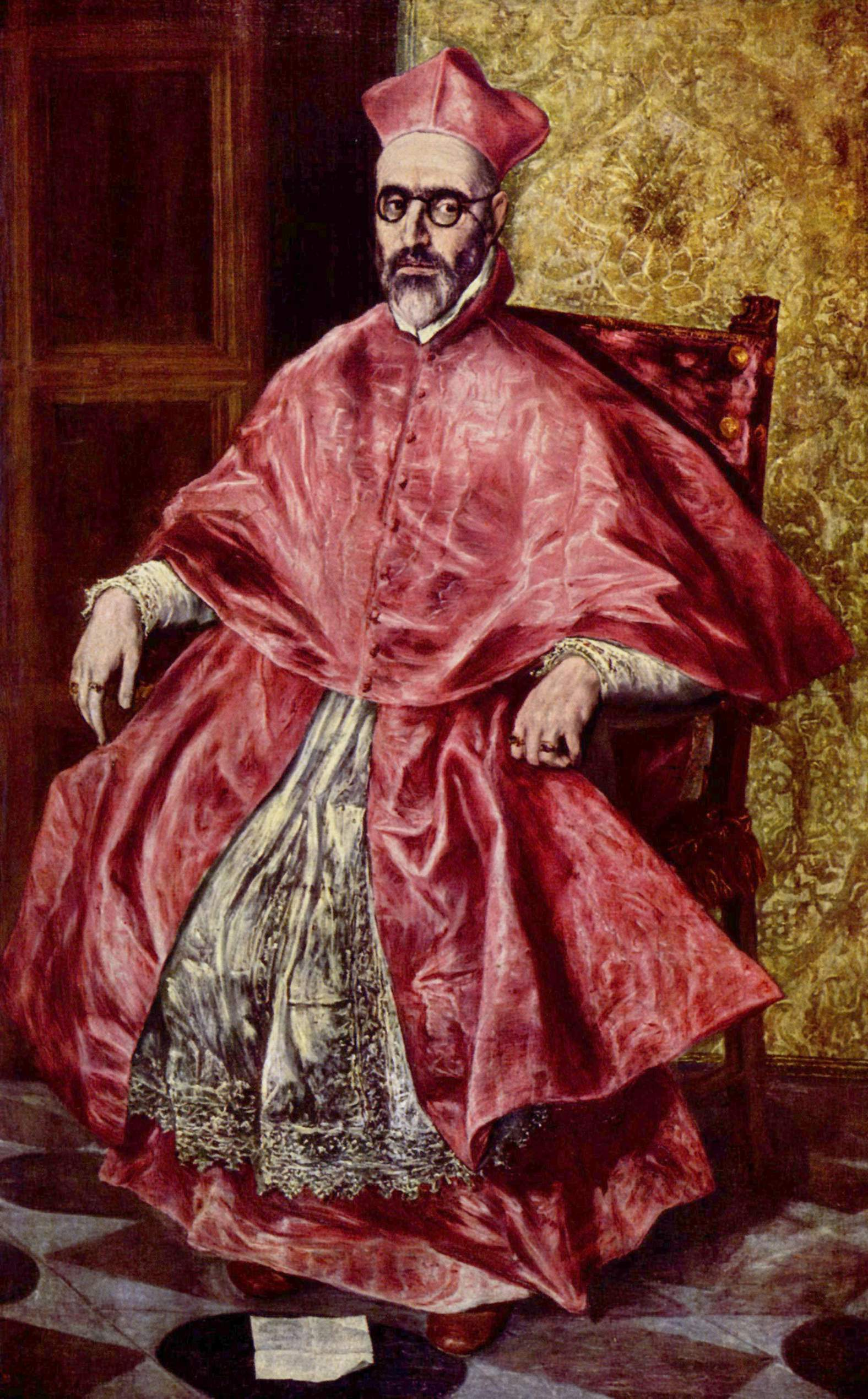
« Qui est le plus proche du Grand Inquisiteur de Dostoïevski : l'Église catholique romaine ou le souverain de Thomas Hobbes ? » Portrait du cardinal inquisiteur Don Fernando Niño de Guevara vers 1600, El Greco.

Dans Romantisme Politique publié en 1919, Schmitt élargit la polémique entamée dans Schattenrissen, dès 1913, à propos de l'industrie littéraire contemporaine, à une critique fondamentale du bourgeois comme type humain. Le romantisme est pour lui « un produit psychologique et historique de la sécurité bourgeoise ». Le romantique, d'après sa critique, ne veut pas se décider mais uniquement vivre et décrire sa vie poétiquement :

« Ni les distinctions logiques, ni les jugements moraux, ni les décisions politiques ne lui sont possibles. La plus importante source de vitalité politique, la croyance dans le droit et la révolte contre l'injustice, n'existe plus pour lui. »

On voit ici une ligne qui parcourt les premiers travaux de Schmitt. l'« époque de la sécurité » conduit d'après lui, à la neutralisation et à la dépolitisation et conséquemment à l'anéantissement des fondements vitaux de l'État. Les rapports du romantique avec un jugement moral ou juridique sont dès lors tout à fait disparates. Chaque norme sociale lui apparaît comme une « tyrannie anti-romantique ». En conséquence, une décision morale ou juridique est pour lui dénuée de sens. C'est la raison pour laquelle il n'y a, d'après Schmitt, aucune production politique du romantisme. Il est bien plutôt totalement imprégné de passivité et « renvoie à des représentations mystiques, traditionnelles comme le flegme, l'humilité et la durée ».

« C'est donc le noyau de tout romantisme politique: l'État est une œuvre d'art, l'État de la réalité politico-historique n'est que l'occasion pour le sujet romantique d'alimenter la production d'œuvre d'art, un prétexte pour la poésie ou le roman ou tout simplement pour une pure émotion romantique. »

Dans son écrit de 1923 Römischer Katholizismus und politische Form ("Catholicisme romain et forme politique"), Schmitt analyse l'Église catholique romaine en tant que Complexio Oppositorum, c'est-à-dire une unité embrassant toutes les contradictions. Schmitt détecte un affect « anti-romain ». Cet affect qui d'après Schmitt traverse les siècles, résulte de la peur de la formidable puissance du catholicisme romain, la formidable « machine papale », c'est-à-dire ce gigantesque appareil administratif hiérarchique qui contrôle la vie religieuse et veut diriger les hommes. Chez Fiodor Dostoïevski et son Grand Inquisiteur, cette terreur anti-romaine s'élève à nouveau dans sa grandeur tout à fait séculière.
Tout royaume terrestre, comme celui de Rome, possède un certain relativisme en face de « la masse colorée des conceptions possibles, une supériorité hautaine envers les particularismes locaux et par conséquent une sorte de tolérance opportuniste dans les choses qui n'a aucune signification centrale ». En ce sens, et à propos du Complexio Oppositorum de l'Église : « Il semble n'y avoir aucune contradiction qu'elle ne saurait englober ». Par conséquent, La chrétienté n'est pas à appréhender comme relevant du domaine privé et d'une pure intériorité, mais se pose comme une « institution visible ». Son principe formel est celui de « représentation » au sens d'une représentation de la totalité par une ou un groupe de personnes. Ce principe de l'institution est la mise en forme de la volonté sous forme politique.

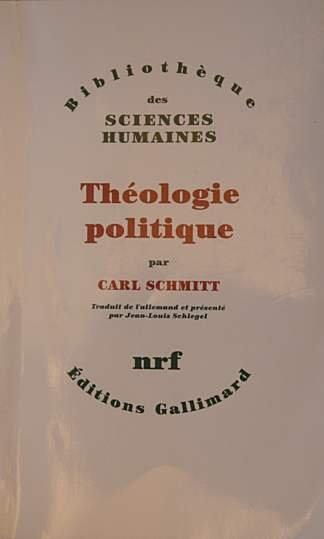
Théologie politique.

Schmitt généralisera les analogies structurelles qui apparaissent ici entre la théologie et les concepts constitutionnels dans son ouvrage de 1922 Théologie Politique sous la forme de la thèse :
« Tous les concepts prégnants de la théorie moderne de l'État sont des concepts théologiques sécularisés. Et c'est vrai non seulement de leur développement historique, parce qu'ils ont été transférés de la théologie à la théorie de l'État […] mais aussi de leur structure systématique, dont la connaissance est nécessaire pour une analyse sociologique de ces concepts. »
Dès ses premières œuvres il est manifeste que Schmitt récuse le point de vue libéral et bourgeois de l'État et de la politique. Pour lui l'État n'est pas statique et normatif mais vivant, dynamique et factuel. De là provient qu'il affirme la préséance des éléments de décision sur ceux de délibération et de l'exception sur la norme. Sa vision de l'État est organique et non technicienne. Schmitt en tant que penseur politique se concentre surtout sur le processus social qui précède d'après lui l'État et la Constitution et qui tous les deux peuvent à tout moment leur porter atteinte ou les abolir. En tant que philosophe du droit, il s'occupe des différentes perspectives concernant le problème de la fondation du droit et la question de la valeur de la norme.

### La philosophie du droit de Carl Schmitt
Schmitt affirme qu'en tant que juriste il n'aurait jamais écrit que sur les juristes et pour les juristes. À côté d'un grand nombre d'expertises concernant la Constitution et le droit international se trouve également toute une série d'écrits systématiques qui reposent sur des situations concrètes. Malgré leur orientation destinée aux juristes spécialisés il est possible de reconstruire à travers la multiplicité des livres et des essais, une philosophie du droit plus ou moins cohérente. C'est ce que fit en 2004 le philosophe luxembourgeois du droit et spécialiste de Machiavel, Norbert Campagna.
Le soubassement de la philosophie du droit de Schmitt est que la pensée du droit précède les arrière-plans et les conditions préalables de sa possibilité. Par conséquent un devoir abstrait présuppose toujours un être déterminé et régulier qui lui donne alors la possibilité de sa réalisation. Schmitt pense donc dans une pure catégorie de la sociologie du droit. Ce qui l'intéresse par-dessus tout est cette possibilité permanente que les normes et les réalisations juridiques se délitent. D'après ce concept, il faut construire au préalable les conditions qui vont permettre à ceux qui y seront soumis de respecter les normes juridiques. Mais une situation normale est pour Schmitt toujours fragile et menacée et de son point de vue il peut advenir la nécessité paradoxale de devoir enfreindre les normes juridiques afin de créer la possibilité d'une valeur du droit. Il en ressort la question : comment le devoir peut-il s'exprimer dans un être, c'est-à-dire comment un être de devoir peut-il devenir un être existentiel.

### Schmitt comme penseur politique
Schmitt critique sévèrement les conceptions (et une la réalité) politiques du gouvernement démocratique que l'on nomme parlementarisme et régime des partis ; d'une part parce que le parlementarisme est le fruit du libéralisme bourgeois, incapable de prendre des décisions nobles en temps de crise (du fait de la passivité de « la bourgeoisie discutante », trop préoccupée à défendre des intérêts individuels). D'autre part, parce que le régime des partis lui apparaît comme le lieu où règne la ploutocratie. La démocratie ne saurait être libérale ou liée d'une façon quelconque aux intérêts individuels. Elle devrait être, tout au contraire, antilibérale, reposer sur des prises de décision par plébiscite d'un peuple souverain, entraîné par l'enthousiasme et la force de la nation sûre d'elle-même.
Curieusement, l'antilibéralisme de Schmitt ne puise pas seulement à la source rousseauiste, mais chez Thomas Hobbes. Proximité et distance, amitié et hostilité sont la loi de cette confrontation, Schmitt en tire l'idée de la « guerre de tous contre tous » (Bellum omnium contra omnes) et le contractualisme moderne, qui est en plein dans la lignée du Léviathan. Schmitt se retrouve lui-même dans la fixation du politique sur la décision souveraine de Hobbes et en retire énormément pour sa propre compréhension. Pourtant, alors que Hobbes est un penseur de l'entrée de l'homme dans la société politique, sous l'égide du Léviathan (du pouvoir absolu de l'État), (justement pour fuir la guerre de tous contre tous de l'état de nature), Schmitt ne semble pas tenir compte que c'est par crainte de la mort violente que l'individu se soumet au pouvoir souverain. Or, Schmitt, en occultant une facette libérale de la philosophie de Hobbes, va magnifier la mort au point d'en faire le point de départ du civisme : il faut être capable de donner sa vie pour la Nation. À l’ombre de ce penseur libéral, un dialogue se met en place avec un autre classique de la modernité, avec Jean-Jacques Rousseau. Schmitt voit dans le Contrat social de Rousseau l’affirmation de « l’irréfutabilité démocratique » de la souveraineté du peuple. Alors que Rousseau lie la République à la volonté générale, à la norme de la démocratie directe, Schmitt unit souveraineté et exception. Schmitt considère le juriste français Maurice Hauriou comme son maître.

#### L'itinéraire d'un intellectuel par temps de crise
Carl Schmitt appartient à une génération qui a connu le militarisme allemand et l'humiliation du Traité de Versailles, qui dépouille littéralement l'Allemagne après sa défaite lors de la Première Guerre mondiale. Sa génération passe de l'Empire allemand à la république de Weimar. Carl Schmitt pose la question centrale du type de Constitution politique qu'il faut à la nation allemande, qui, avant 1914, est loin de vivre unitairement (malgré le pangermanisme qui, a contrario, met en lumière l'éclatement politique des Allemands à l'intérieur, dans les différents Länder, comme à l'extérieur les minorités allemandes (en Pologne ou en Autriche-Hongrie).
Dans Le Nihilisme allemand, Leo Strauss éclaire comment de grands esprits ont pu se sentir attirés par la rhétorique de la « décision », de la « situation urgente », de la « réaction vitale », de l'engagement, etc. Ce qui est commun à beaucoup d'intellectuels allemands et à certains mouvements artistiques d'avant-garde de l'époque comme l'expressionnisme, c'est le dégoût pour la vie bourgeoise et décadente et la tendance à attribuer la responsabilité de l'échec de 1918 à une certaine forme de libéralisme et de goût pour le confort matériel. Cette constante (que l'on trouve aussi dans la littérature française, qui s'en prend au « bourgeois ») est sans doute la marque de jeunes esprits plongés dans les temps troublés d'une société peu au clair avec ses propres horizons idéologiques.
Dans le creuset du militarisme allemand allié à l'idéologie nationaliste, pangermaniste et antisémite, le traité de Versailles va polariser les engagements politiques, soit vers l'extrême gauche révolutionnaire et le communisme, soit vers la droite populiste et son extrême fasciste. Entre les deux, écartelée par ces forces centrifuges, la coalition social-démocrate à laquelle participe le Zentrum catholique, auquel Schmitt appartient, apparaît bien faible.
Le catholicisme de Schmitt cherchera sa voie dans un certain nationalisme, dans lequel sera recherché un temps le rapprochement entre catholicisme romain germanique et Italie fasciste. Carl Schmitt, intellectuel catholique pratiquant, sera un penseur de la contre-révolution, antilibéral et anticommuniste.

#### Primat du politique. La distinction ami/ennemi
La conception que Schmitt se fait de l'État repose sur le concept de politique. Il postule le primat du politique et non celui du droit. En conséquence le juriste fut une sommité de cette toute jeune discipline académique qu'était alors la science politique. L'Ordre du droit c'est-à-dire l'ordre défini et établi par le droit, précède toujours l'autre c'est-à-dire le droit étatique. Pour Schmitt, c'est cet ordre pré-juridique qui rend seulement possible que le droit puisse devenir une réalité concrète. En d'autres mots, le politique suit une logique constitutive tandis que l'essence du droit suit une logique régulatrice. Pour Schmitt, l'ordre est établi par une décision souveraine, prise dans certaines circonstances en vue de sa protection, et qui décrète qu'un opposant devient un ennemi devant être combattu voire si possible anéanti. Pour ce faire le souverain doit mettre de côté toutes les limitations qui sont fournies avec l'idée de droit.

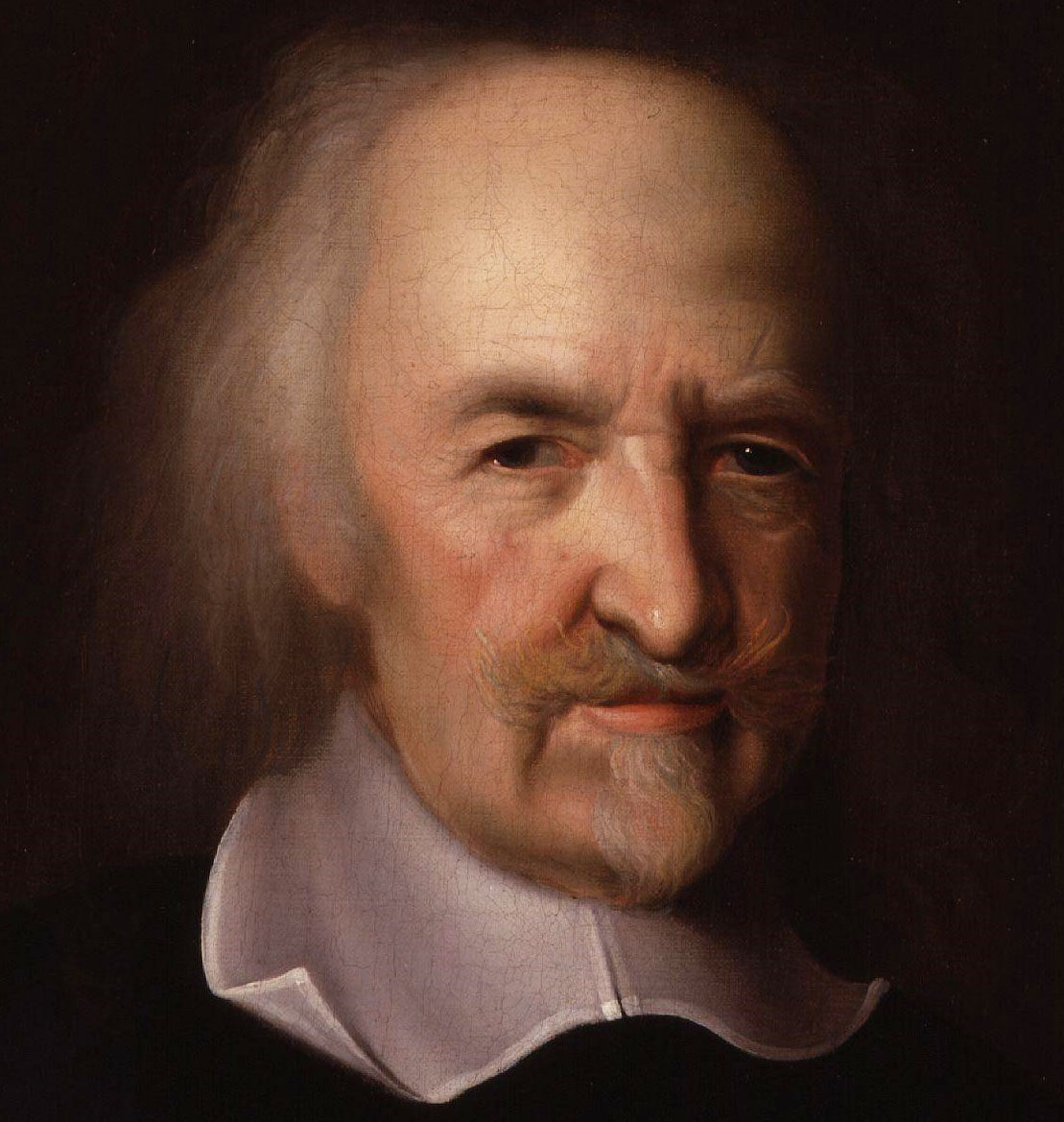
L'anthropologie pessimiste de Thomas Hobbes (1588-1679) imprègne la pensée de Schmitt.

Pour le catholique qu'était Carl Schmitt, l'homme n'est pas bon de nature mais indéterminé – tout autant capable du bien comme du mal. Il est donc potentiellement dangereux et périlleux. Parce qu'il n'est pas totalement bon il en arrive à l'inimitié. La politique est pour Schmitt ce domaine dans lequel on doit décider entre l'ami et l'ennemi. Dans ce point de vue, qui remonte au Grecs, l'ennemi est toujours « l’ennemi public » (hostis ou encore πολέμιος), et jamais l'ennemi particulier (inimicus ou encore εχθρός). Schmitt insiste sur le fait que l'exigence du Sermon sur la montagne « d'aimer son ennemi » (d'après la Vulgate: diligite inimicos vestros, Mathieu 5,44 et Luc 6,27) concerne l'ennemi privé. Dans un état constitué il ne fait donc pas l'objet d'une Politique mais de formes secondaires de la Politique (par exemple : la police).
Sous le terme de "Politique" Schmitt comprend une gradation dans l'association et la séparation des hommes ("La distinction entre l'ami et l'ennemi signifie le degré d'intensité d'un lien ou d'une séparation, d'une association ou d'une dissociation"). Cette définition dynamique qui ne se limite pas à un domaine concret instaure un nouveau fondement théorique du phénomène politique. Pour Schmitt cette conception de la politique est une sorte de fondement de sa philosophie du droit. Ernst-Wolfgang Böckenförde dans son traité Der Begriff des Politischen als Schlüssel zum staatsrechtlichen Werk Carl Schmitts (Abdruck in: Recht, Staat, Freiheit, 1991) écrit : Schmitt considère qu'un ordre n'a été établi que lorsque se maintient l'intensité de la distinction publique entre ami et ennemi. Dans les autres cas, menacent la guerre ou la guerre civile. Dans la guerre, d'après Schmitt, on a affaire à deux acteurs souverains; la guerre civile quant à elle mettant en cause cet ordre lui-même. Un ordre n'existe, toujours d'après Schmitt, qu'à l'intérieur d'une mise en question radicale. La désignation de l'ennemi est donc toujours expressément liée à un cas d'extrême nécessité (extremis neccessitatis causa).
Il s’agit pour Schmitt d’identifier la nature, ou la notion de territoire avec le contenu et les fins du politique. Pour Schmitt, le politique est le lieu de la distinction ami/ennemi. Cette distinction permet de donner au politique son objet spécifique, son objectif. Le politique est « ce qui est censé être atteint, combattu, contesté et réfuté ». Une collectivité s’identifie comme telle par opposition à ce qui est contraire. Une société se définit en opposition aux autres. Tout ce qui devient antagonique devient politique. La guerre est donc l’acte politique par excellence, car pour exister soi-même il faut repérer son ennemi et le combattre. De ce fait, la politique ne se confond pas avec l’État. L’État est une forme historiquement transitoire. Aujourd’hui l’État est la forme la plus complète du politique parce qu’il a seul le pouvoir d’identifier et de nommer l’ennemi intérieur et extérieur. Beaucoup contestent la lecture que Carl Schmitt propose de l'affirmation que Rousseau propose concernant l'état de guerre qui ne peut exister que d'État à État. Pourtant, elle semble corroborée par les textes. La guerre, selon Rousseau, ne peut résulter que des relations réelles et non personnelles.
Selon Schmitt, l’État seul peut fixer les moyens de la combattre. L’État qui mène une politique pacifiste cesse donc d’être une entité politique. Voie de la mondialisation : fin de la distinction ami/ennemi, évolution vers une dépolitisation de la planète et vers une société universelle (cosmopolis).
Schmitt lui-même ne donne aucun critère permettant de décider à quelle condition un opposant devient un ennemi. Il conçoit comme ennemi (public) celui qui a été désigné tel par la décision autoritaire d'un souverain. Dans ce contexte la discussion au sujet du concept de Droit pénal de l'ennemi (Feindstrafrecht) formé par Günther Jakobs (de) pour tout ce qui concerne les ennemis de l'État, fait de temps à autre référence à Carl Schmitt même si ce dernier n'est cité nulle part. Même le débat public entre l'ancien ministre de l'intérieur Wolfgang Schäuble et le professeur de droit Otto Depenheuer (de) de Cologne, autour de l'idée d'une auto-affirmation de l'État en cas de menace terroriste se situe dans ce contexte car Depenheuer fait explicitement appel à Carl Schmitt.
On trouve donc chez Schmitt une forme d'être-politique qui se meut dans le courant existentialiste. Les jugements normatifs ne sont donc pas appropriés ("Ce qui existe en tant que grandeur politique mérite d'exister d'un point de vue juridique"). Un tel relativisme et décisionnisme ne relie pas un ordre politique à des valeurs comme la liberté ou la justice, comme c'est le cas chez Montesquieu. Il voit axiomatiquement la plus grande valeur dans la pure présence de cet ordre lui-même. Cette ontologie irrationaliste, comme sa croyance à un "combat des peuples pour la survie", rendait Schmitt réceptif aux conceptions et à la rhétorique du national-socialisme. Deviennent par là-même clairement visibles les limites et les faiblesses de ses constructions conceptuelles.
La critique libérale et libérale-conservatrice postérieure à celle de Carl Schmitt (avec Julien Freund), souvent dans la lignée de Kant, considère que l'État seul est à même de garantir les propriétés individuelles, et, de ce fait est caractérisé par un rapport stable à son territoire, interdit que l'ancrage des citoyens sur leur terrain puisse entraîner une guerre (puisque par le droit civil qui garantit les propriétés de chacun se trouve également interdite l'atteinte aux propriétés des autres), donc seul l'État qui reste dans une relation naturelle et non civile aux autres, peut entrer en guerre à cause de la stabilité même que constitue l'occupation du sol. Selon Yves Charles Zarka (Carl Schmitt ou le mythe du politique), ce n’est pas le couple ami/ennemi, mais le couple liberté/servitude qui est le critère déterminant du politique. Cela veut dire simplement que l’essence du politique ne doit pas être pensée en fonction de l’ennemi (intérieur ou extérieur), c’est-à-dire de la guerre, mais en fonction de la liberté et de la paix. « La politique ne disparaît pas quand la guerre cesse, ce que pourtant certains s’ingénient à nous faire accroire ». Et c'est justement sur ce point que Montesquieu définit l’esprit du libéralisme politique.

#### Constitution, souveraineté et état d'exception
Schmitt reproche à l'opinion dominante de la philosophie du droit, surtout celle issue du libéralisme, d'ignorer le problème, certes indépendant, de la réalisation du droit. Le problème fondamental est pour lui lié indissolublement à la question de la souveraineté, de l'État d'exception et d'un "gardien de la Constitution". À la différence des penseurs libéraux auxquels il reproche d'occulter cette question, Schmitt définit le souverain comme cette puissance publique qui décide en dernière instance c'est-à-dire sans faire intervenir un moyen juridique. Il voit le souverain comme un sujet effectif et non comme une figure juridique. Pour lui, il n'est pas formé juridiquement mais en lui réside la forme juridique dans laquelle le souverain créé le cadre des conditions préalables du droit. "Il faut que l'ordre soit établi pour que l'ordre juridique puisse avoir un sens" et d'après Campagna, s'est en fait également la destinée de l'ordre-de-droit qui dépend de l'ordre fondateur.
Schmitt commence par établir une théorie de la Constitution et non une théorie de l'État. Il décrit la Constitution dans sa substance positive comme "une décision concrète sur l'art et la forme de l'existence politique". Il délimite cette approche positiviste, opposé au conception du droit naturel, par la formule "décision à partir d'un rien normatif". Ce n'est qu'à partir du moment où le constituant souverain met en relief un contenu en tant que noyau de la Constitution, que celle-ci se met à posséder un noyau substantiel.
D'après Schmitt la décision en faveur du républicanisme, de la démocratie ou du parlementarisme appartient à la partie politique des Constitutions modernes tandis que le vote pour les droits fondamentaux et la séparation des pouvoirs forme la partie juridique de la Constitution. Tandis que la partie politique établit le mode de fonctionnement de l'État, la partie juridique montre les limites de ce fonctionnement. D'après la définition de Schmitt, une Constitution a toujours une partie politique mais pas forcément de partie juridique. Afin que les droits fondamentaux puissent acquérir une certaine efficacité il faut, d'après Schmitt, qu'existe au préalable un État dont ils vont limiter le pouvoir. Avec ce concept il récuse implicitement les idées de droit naturel contenus dans les droits de l'homme universel qui, pour chaque forme d'État, passent pour indépendants des droits établis par cet État; il s'oppose ainsi au libéralisme.
Schmitt affirme que dans son noyau, une Constitution n'est pas à la disposition de majorité politique changeante, un système constitutionnel est bien plutôt inchangeable. Il n'est pas dans l'esprit des dispositions constitutives concernant une révision de la Constitution d'autoriser l'ouverture d'une procédure de sortie du système d'ordre que cette Constitution, précisément, se doit d'établir. Lorsqu'une Constitution prévoit la possibilité d'une révision constitutionnelle, elle ne fournit pas pour autant une voie légale pour sa propre abrogation.
De la Constitution politique, c'est-à-dire la décision quant à l'art et à la manière d'exister, résulte par conséquent un ordre qui se rend effectif par des normes ("il n'existe pas de normes qu'on puisse appliquer à un chaos"). Il n'y a de forme d'existence dans un sens proprement politique qu'à la condition que cette forme soit collective, c'est-à-dire lorsque derrière une valeur collective se trouve une valeur individuelle partagée par chacun de ses membres. Selon Schmitt, s'exprime toujours dans la Constitution des valeurs précises qui reçoivent leur contenu concret à partir de concepts juridiques généraux, comme celui de sécurité publique, qui leur servent de fondement. La normalité ne peut en fait être définie que sur la base de ces valeurs. D'après les conceptions de Schmitt, l'élément essentiel de l'ordre est l'homogénéité entendu comme accord de tous sur les décisions fondamentales quant à l'être politique de la communauté. Schmitt est bien conscient qu'il est illusoire de vouloir parvenir à une large homogénéité de la société et il décrit l'homogénéité absolue comme un "cas idyllique".
D'après Schmitt la substance de l'égalité repose depuis le XIXe siècle avant tout sur l'appartenance à une nation bien définie. L'homogénéité dans les démocraties modernes n'est donc jamais totalement réalisée mais repose continuellement sur un pluralisme d'intérêts particuliers qui par conséquent, d'après les vues de Schmitt, menacent en permanence l'ordre. Le hiatus entre être et devoir peut à tout moment devenir un gouffre. Ce concept si central d'homogénéité chez Schmitt, n'est au début ni pensé ethniquement ni racialement mais bien plus de façon positiviste : la nation se réalise dans le projet de construire un ordre en commun. Après 1933 Schmitt fera reposer son concept en fait expressément sur celui de race.
Dans la pensée « schmittienne », le souverain constitue et garantit l'ordre. À cette fin il détient le monopole de la décision ultime. La souveraineté se définit donc d'abord juridiquement à partir de ce monopole de décision ("est souverain celui qui peut décider de la situation d'exception") et non d'un monopole de pouvoir ou de domination.
Les décisions qui sont prises dans l'état d'exception (jugement situation d'urgence, etc.) n'ont pas à être contestées en fonction de leur exactitude (qu'il y eût un état bien précis nécessitant une décision rend cette décision indépendante de la justesse de son contenu). Pour Schmitt c'est toujours celui qui évite la guerre civile ou peut lui faire prendre fin effectivement qui est le souverain.
La situation d'exception a donc le caractère d'un principe heuristique :
"L’exception est plus intéressante que le cas normal. La normalité ne prouve rien, l'exception prouve tout ; elle ne se contente pas seulement de confirmer la règle, mais en fait c’est la règle qui ne vit qu'à partir de l'exception. C'est dans l'exception que la puissance de la vie réelle force la croûte d’une mécanique figée dans la répétition."

#### Représentation démocratie et homogénéité
Pour Schmitt l’état moderne est légitimé démocratiquement. Dans ce sens la démocratie signifie « l'identité du dominant et du dominé, de l'administrateur et de l'administré, de celui qui donne des ordres et de celui qui les reçoit ». L'égalité appartient à l’être de la démocratie mais elle ne dirige de l'intérieur et de ce fait n'englobe pas les citoyens d'autres états. À l'intérieur d'un État démocratique tous ceux qui lui appartiennent sont égaux. La démocratie en tant que forme de l'État est toujours conditionnée d'après Schmitt par un peuple politiquement uni. L'égalité démocratique sous-entend donc une similitude, c'est-à-dire une homogénéité. A l'époque du national-socialisme Schmitt décrivait ce postulat non pas en termes de similitude mais comme une sorte d'identité.
L'affirmation du caractère indispensable d'une certaine homogénéité sépare Schmitt radicalement de son antipode Hermann Heller pour qui l'homogénéité est à comprendre socialement et non politiquement. Heller avait entretenu une correspondance avec Schmitt en 1928 dans laquelle il faisait remarquer toute une série de généralités dans des jugements politiques constitutionnels. À côté de la question de l’homogénéité politique, Schmitt s'était montré tout à fait en accord avec Heller particulièrement quant à la nécessité de l'article 48 de la Constitution de Weimar concernant l'ordre d'urgence. À ce sujet Schmitt avait fait un exposé en 1924 à la conférence des professeurs de droit de l'État. Cet échange s'était violemment interrompu après que Heller eut reproché à Schmitt son concept de bellicisme politique. Schmitt avait répliqué avec véhémence à cette accusation.
Sur cette question de l'homogénéité politique, le Tribunal constitutionnel fédéral s'est prononcé pour une homogénéité politique relative à propos du jugement de Maastricht (de) de 1993 : « L'État a besoin de prérogatives propres suffisamment précises, sur lesquelles le peuple de cet État puisse s'articuler et se déployer dans un processus de formation de la volonté politique légitimée et dirigée par lui, et à cette fin, ce qu'il relativement homogène spirituelle sociale et politiquement liée donné une expression juridique ». Il fait donc référence explicitement à Hermann Feller bien qu'en la circonstance le contenu dût plutôt être rangé au côté de Schmitt. À ce propos l'expert de droit public Alexander Proelss écrivait en 2003 « en appeler à Heller pour soutenir la condition d'homogénéité du peuple de l'État tombe dans ce cas, à plat… Le Tribunal devait primitivement avoir suivi le but d'éviter la mention manifestement peu souhaitable d'un Schmitt chargé par l'histoire ».
Pour Schmitt par-delà le pur intérêt particulier, doit se trouver une volonté générale au sens de Rousseau, c’est-à-dire une généralisation de tous les intérêts séparés. Cette « substance de l’unité » est davantage de l’ordre du sentiment que de la rationalité. Lorsque manque une similitude forte et consciente c’est-à-dire une capacité d’action politique, c’est alors, d’après Schmitt, que l’on a besoin de la représentation. Là ou dans un état, prédomine l’élément de représentation, l’état se rapproche de la monarchie; là où, en revanche, l’élément de l’identité est le plus fort, l’état se rapproche de la démocratie. Lorsque dans la République de Weimar la guerre civile est apparue comme un danger réel, Schmitt opta pour un président du Reich souverain, en tant qu’élément de pure représentation. Par contre, il décrit le parlementarisme comme une simple façade qui se serait imposée au cours de l’histoire des idées. Il rejette le parlement comme le lieu des partis et des intérêts particuliers. Il souligne dans les délimitations que le président légitimé démocratiquement représente l’unité. En tant que représentant de l’unité il est, de ce point de vue, le « gardien de la Constitution », la substance politique de cette unité.

#### Dictature, légalité et légitimité

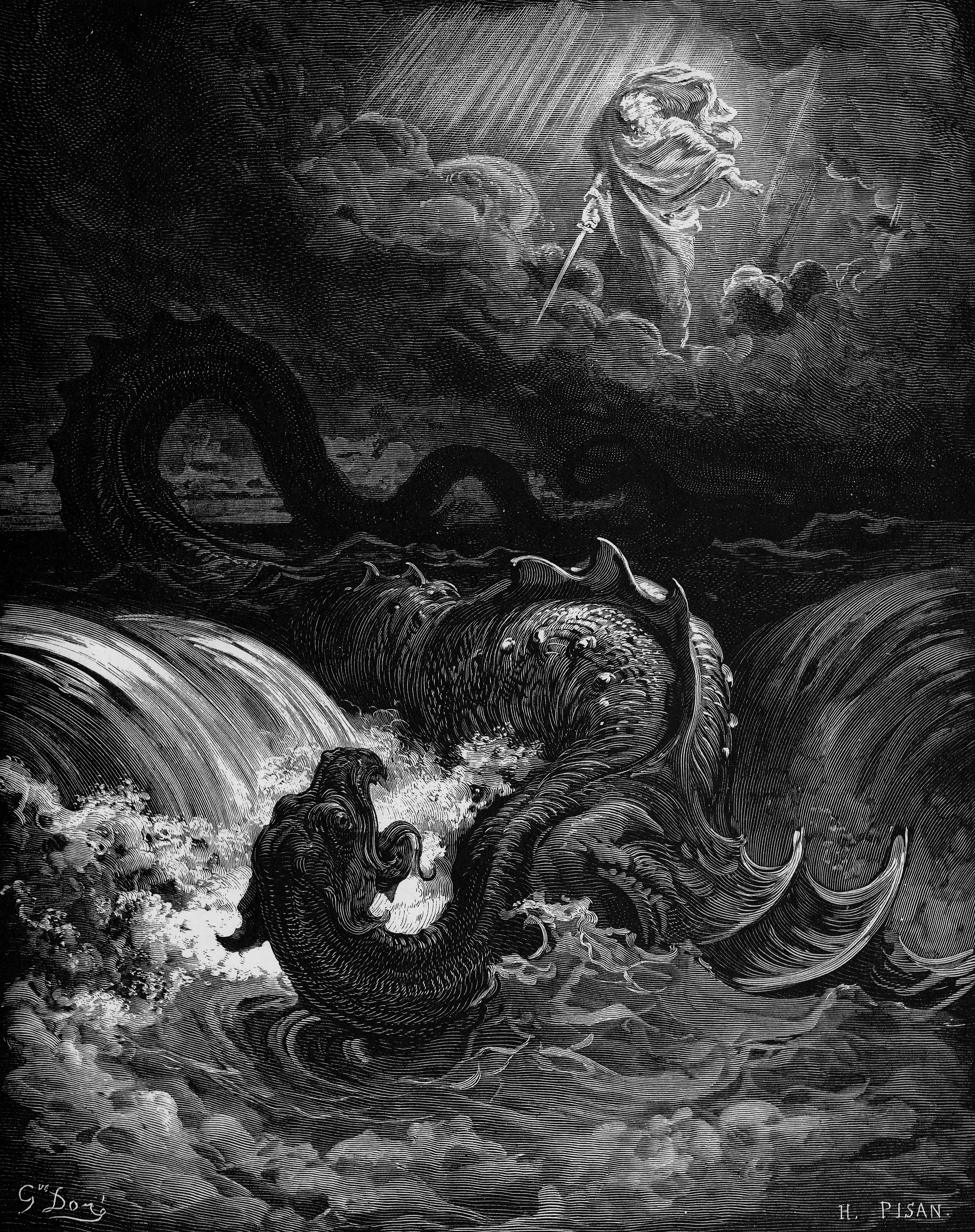
Le « Léviathan » – le symbole de l'État moderne d'après Hobbes, ici d'après une gravure de Gustave Doré (1865) – aux yeux de Schmitt, anéanti par le pluralisme et les puissances indirectes.

L’instrument par lequel le souverain peut restaurer l’ordre détruit est, d’après Schmitt, la dictature qui de son point de vue représente l’institut du droit dans la défense face aux dangers (cf. l’article « état d’exception »). Une dictature, conçue ainsi dans le sens étymologique romain du mot comme un pouvoir d'urgence ayant pour but le rétablissement de l’ordre menacé, n’est, d’après le jugement de Schmitt, reliée à aucune norme juridique, bien que ce soit toujours le droit qui délimite son horizon. Entre cette dictature et l’idée du droit il n’y a pour ainsi dire qu’une contradiction relative mais non absolue.
La dictature, selon Schmitt, ne serait simplement qu’un moyen pour permettre à une normalité menacée d’acquérir à nouveau une stabilité indispensable pour l’utilisation judicieuse du droit et son efficacité. À partir du moment où l’opposition ne respecte plus la norme du droit, la dictature devient la réponse appropriée. Celle-ci (r)établit donc un lien entre Être et Devoir dans lequel la norme du droit est momentanément suspendue, afin de rendre possible la réalisation du droit.
« Que cette dictature renferme une exception à une norme, ne prouve pas la négation circonstancielle d’une norme quelconque. La dialectique interne de ce concept tient plutôt dans le fait que la norme elle-même est niée, et son règne, dans la réalité politique et historique, doit en être assuré par la dictature ».
Il conçoit l’être de la dictature dans le délitement du droit et de sa réalisation :
« Entre la domination de la norme à réaliser et la méthode de sa réalisation il peut y avoir une contradiction. L’essence de la dictature est ici dans la philosophie du droit à savoir la possibilité d’une séparation des normes du droit et de celles de leur réalisation ».
Schmitt fulmine après la philosophie libérale du droit qui ne veut rien savoir de ce problème tout à fait spécifique de la réalisation du droit, parce que ses représentants sont obnubilés par le cas normal et font l’impasse sur le cas d’exception. Campagna résume ainsi cette position de Schmitt :
« Dans le cas normal, il n’est pas besoin de faire tort à la norme du droit pour assurer la réalisation de cette norme. Mais l’observation réaliste des affaires humaines montre que ce cas normal ne peut être assuré pour toute l’éternité ; on doit donc toujours compter avec la possibilité que la norme de droit et la norme de la réalisation du droit se séparent et que l’on doive enfreindre les normes de droit afin de garantir un vie juridique commune ».
Pareillement, légitimité et légalité peuvent aussi se déliter. Il le diagnostique en 1932, dans la dernière phase de la République de Weimar. Un système de légalité purement fonctionnel menace de s’utiliser contre lui-même et donc finalement d’abolir sa propre légalité et légitimité. Chez Richard Thoma « le système juridique bourgeois lui-même avec son concept de liberté et de lois, est encore sanctifié. La neutralité libérale envers les valeurs est vu elle-même comme une valeur, et les ennemis politiques – fascisme et bolchévisme - souvent dénoncés. Gerhard Anschütz par contre, pousse la neutralité des valeurs d’un système de légalité fonctionnel jusqu’à la neutralité absolue contre elle-même et propose une voie légale vers l'éviction de la légalité elle-même, il va dans sa neutralité jusqu’au suicide ». Schmitt va condenser par une formulation bien connue, cette critique de l’idée majoritairement professée du relativisme des valeurs :
« Une Constitution qui n’oserait pas se décider ici [i.e. devant la menace d’une mise à l’écart du système légal lui-même], mais voudrait donner aux classes combattantes, au lieu d’un ordre substantiel, l’illusion d’avoir une direction et de poursuivre comme but, de trouver légalement son compte, à atteindre légalement tous les objectifs de son parti et de pouvoir légalement anéantir tous ses opposants, n’est tout simplement plus possible aujourd’hui en tant que compromis formel dilatoire et n’aurait pour résultat pratique que de détruire sa propre légitimité et sa propre légalité. Elle devrait, à cet instant critique où une Constitution doit prendre garde à elle-même, nécessairement s'abandonner elle-même ».
Un comportement est légal lorsqu’il se fait subordonner à une norme générale du droit positif. Pour Schmitt en revanche, la légitimité n’est absolument pas liée à cette norme. Elle peut se comporter en vertu de principes qui sont prioritaires devant le droit positif comme « le droit de survie d’un état » c’est-à-dire la raison d'État. La dictature en appelle pour ainsi dire à la légitimité. Elle n’est pas liée à une normalité positive mais seulement à la substance de la Constitution, c’est-à-dire à sa décision fondamentale concernant l’art et la manière de l’existence politique.
Conformément à l’avis de Schmitt, la dictature doit se rendre d’elle-même superflue c’est-à-dire qu’elle doit tellement représenter la réalité que le recours à une force exceptionnelle devienne superflue. Lors de la disponibilité d’une Constitution, la dictature est indispensable provisoirement, elle ne peut en effet suivre aucune autre voie, que d’amener la Constitution à être à nouveau valide. Le dictateur est donc un pouvoir constitué qui ne peut pas ignorer les volontés du pouvoir constituant. Pour sa délimitation il y a, selon Schmitt, une "dictature souveraine" dans laquelle le dictateur produit simplement une situation, qui, de son point de vue, vaut la peine d’être préservée. Schmitt a ici essentiellement en tête le Prince souverain. Cela signifie par conséquent ce que Schmitt a également formulé : Dictature souveraine et Constitution se renferment l’une l’autre.

#### Guerre, inimitié, droit international
L'homogénéité qui d'après Schmitt appartient au noyau fondamental de la démocratie présuppose toujours à un niveau supérieur de l'hétérogénéité. Il n'y a d'unité que dans une limitation d'une multiplicité. Tout peuple qui s'organise de manière démocratique ne peut y parvenir qu'en opposition à un autre peuple. Pour cette conception, il existe toujours un "pluriversum" de peuples et d'états. Tout comme pour le droit national, le droit international présuppose un ordre concret.
Depuis 1648 et la paix de Westphalie, cet ordre concret était le régime des États garant d'un ordre juridique international. Du fait que Schmitt constate la disparition de ce régime des États, se pose pour lui la question d'un nouvel Être concret, sujet juridique international, qui puisse garantir un fondement véritable pour un ordre juridique international.
Selon Schmitt, historiquement parlant, un tel ordre a toujours été produit par des guerres entre États souverains qui voulaient imposer, par le combat, leur idée politique en tant que facteur ordonnant. Tout d'abord lorsque les demandes impérieuses d'ordre sont poussées à leurs limites, il s'établit un pluriversum stable lors d'un traité de paix, comme un ordre international (Le sens de ces guerres sensées est de conduire à un traité de paix). Il doit simplement y avoir une distribution de l'espace perçue comme "normale" à partir de laquelle puisse advenir un ordre juridique international efficient.
Par leur diversité politique, ces communautés constituent toujours les unes pour les autres un ennemi potentiel tant que n'a pas été produit un ordre concret. Schmitt considère donc comme décisif un concept d'ennemi bien délimité qui laisse de la place pour une idée du droit. Un traité de paix n'est en effet possible qu'avec une telle opposition qui est vue comme un adversaire (potentiel) et non comme un ennemi absolu. Schmitt pose ici la question de la limitation de la guerre. Le minimum éthique de l'idée du droit est par conséquent le principe d'opposition. Cet élément ne doit jamais être dans une guerre ce qui veut dire que l'on doit toujours reconnaitre à son ennemi dans une guerre les mêmes droits que l'on exige pour soi-même.
Schmitt distingue donc les formes suivantes d'inimitié : l'inimitié conventionnelle (de circonstance), l'inimitié réelle et l'inimitié absolue. De façon paradoxale, l'ennemi absolu apparait lorsqu'un des partis inscrit sur sa bannière le combat pour l'humanisme. En effet, qui combat pour le bien ou la sauvegarde de l'humanité tout entière doit considérer ses adversaires comme les "ennemis de l'humanité tout entière" et donc les déclarer "non-humains". Reprenant le mot de Pierre-Joseph Proudhon : "Qui dit Dieu veut mentir", Schmitt déclare : "Qui dit Humanité veut mentir".
« Se ranger derrière le nom "d'humanité", en appeler à l'humanité, la réquisition de ce mot, tout cela ne peut que manifester que la plus terrible des demandes : que la qualité d'homme soit refusée à l'ennemi, qu'il soit déclaré "hors-la-loi" (en français dans le texte) et "hors l'Humanité" (idem) et par conséquent que la guerre soit menée jusqu'à sa plus extrême inhumanité, cela parce qu'on ne peut pas se ranger derrière un tel nom sublime sans conséquences ».
Schmitt achève la généralisation de cette thèse en 1960 dans une publication privée intitulée La Tyrannie de la valeur. Il y refuse tout discours sur les valeurs :
« Qui parle de valeurs veut peser et imposer. On s'acquitte de ses vertus; on utilise des normes; des ordres sont exécutés ; mais les valeurs sont posées et imposées. Qui affirme leur valeur doit les faire valoir. Qui prétend qu'elles ont une valeur sans que quelqu'un ne les rende valables veut tromper ».
Schmitt décrit la guerre conventionnelle comme une guerre circonscrite (ius in bello) à laquelle prennent part les États et leurs armées respectives sinon personne. C'est sur ces principes qu'ont été établies les quatre conventions de Genève qui suivirent la Seconde Guerre mondiale, qui reposent sur une idée d'État souverain. Schmitt loue ces conventions comme "œuvre de l'humanité" mais en même temps affirme qu'elles procèdent d'une réalité qui n'existe plus en tant que telle. Dès lors elles ne peuvent plus remplir leur fonction propre qui est de circonscrire la guerre de façon efficace. Avec la disparition de l'Être sous-jacent, le devoir a lui aussi perdu son fondement.

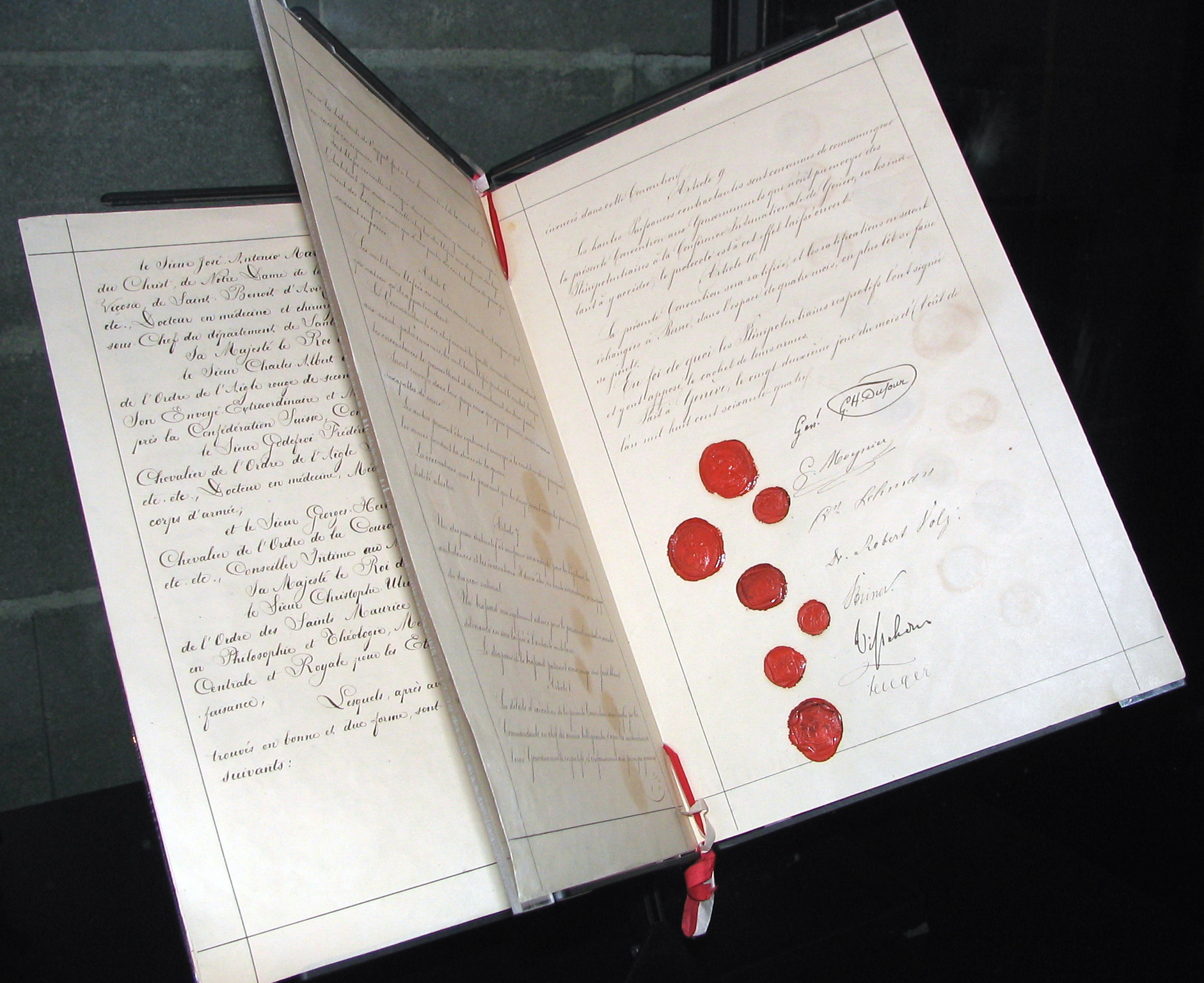
Pour Schmitt, la "guerre circonscrite" des conventions de Genève (ici le document original de la première convention de 1864) appartiennent au passé.

Cette idée que la paix ne peut provenir que de la guerre par exemple en aboutissant à un nouvel ordre concret consécutif à une conclusion de paix, Schmitt va la formuler tout d'abord en rapport avec les conditions de l'armistice de la Première Guerre mondiale. Sur fond de cette représentation, il proclame cette alternative provocatrice : Paix ou pacifisme. Comme exemple d'une conclusion de paix qui ne conduit à aucun ordre nouveau au sens d'une conclusion-de-paix, Schmitt donne celui du traité de Versailles et de la création de la SDN à Genève en 1920. Dans la perspective de Schmitt, la SDN ne fait que proroger la situation de guerre. Elle lui apparaît comme la continuation de la guerre par d'autres moyens. Il écrira à ce propos en 1940 durant la Seconde Guerre mondiale :
« En vérité, la combinaison de Genève a mérité de s’appeler une association, une société ou une ligue au sens d’un rassemblement politique dès lors qu’elle a recherché à prolonger la coalition de la guerre mondiale et d’y inclure également les pays neutres dans le conflit »“.
Concrètement, Schmitt fait référence à l’occupation de la Ruhr par les troupes françaises et belges en janvier 23 en réaction aux manifestations concernant la hauteur des réparations allemandes, dans le seul but d’obtenir une position stratégique vis-à-vis de la partie non encore occupée de la Ruhr et de créer le plus important centre de commerce. Cet acte reposait sur la certitude du caractère « sacré du traité ». Schmitt vitupère contre ce qu’il considère comme une falsification idéologique de formidables intérêts politiques.
Il considère comme représentant le plus grand danger pour la paix cette manière de cacher sous un manteau juridique ce qui n’est qu’une exigence de pouvoir de la part des États forts. Ce n’est qu’une façon de poursuivre la guerre qui, par un manque délibéré de considération pour l’ennemi, ne conduit qu’au renforcement de l’animosité au sens du concept d’ennemi absolu et finalement aboutit au concept de guerre discriminatoire. Un ordre concret ne peut se construire sur une telle paix « inauthentique ». Au lieu d’un ordre, on ne dispose que d’une façade d’ordre derrière laquelle changent les objectifs politiques.
« Finalement, il manque (à la SDN) toute pensée constructive, toute substance d’une communauté, d’où également tout sens des conséquences politiques ainsi que la permanence et la continuité en un sens juridique. Le contenu politique de la SDN a souvent changé et la même administration genevoise, tout en conservant la même étiquette s’est transformé au moins six fois (jusqu’en 1936) en un autre politique et donc également au sens du droit international ».

#### Dissolution de l’ordre international: Grand espace, pirates et partisans
Schmitt diagnostique la fin de la Nation (« L’époque de la Nation arrive à sa fin. Il n’y a à ce propos rien d'autre à ajouter ».) La disparition de l’ordre des États souverain est la conséquence de plusieurs facteurs : en premier lieu, les États eux-mêmes se dissolvent, ce qui correspond à une nouvelle sorte de sujet du droit international ; en second lieu, la guerre est devenue ambiguë — c’est-à-dire générale et totale — et a par conséquent perdu son caractère conventionnel et délimité.

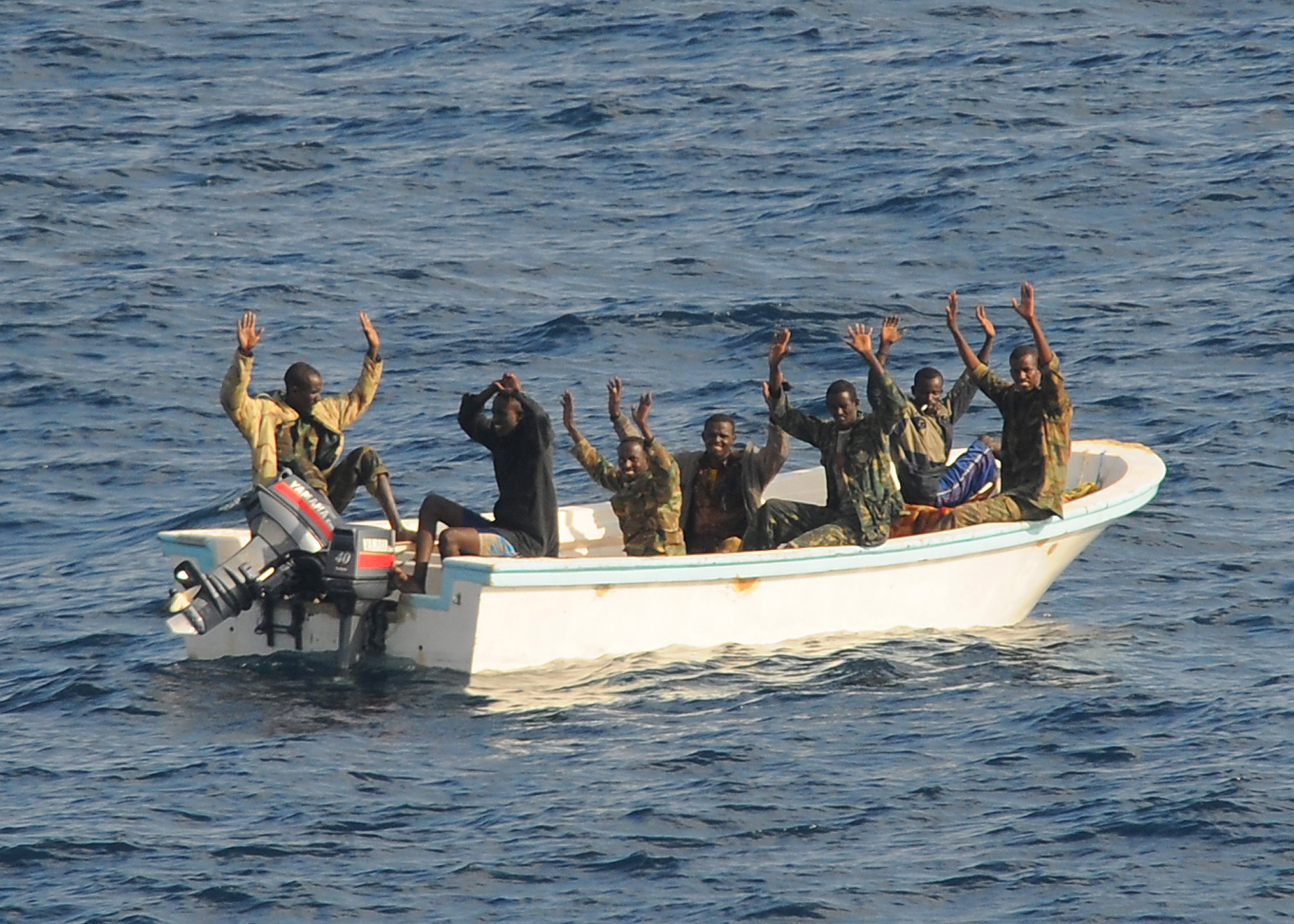
Dans les catégories de Schmitt, le flibustier – ici dans sa variante contemporaine des pirates somaliens en cours d'arrestation par des troupes internationales – est l'ancêtre des terroristes modernes.

Sur le point concernant les États, Schmitt en rapport avec la doctrine Monroe, introduit une nouvelle sorte de Grand Espace avec interdiction d’intervention pour les puissances qui n’y appartiennent pas. On a ici affaire à un nouveau sujet du droit : les États-Unis par exemple depuis la doctrine Monroe ne constituent plus un État habituel, selon Schmitt, mais une puissance à la foi dirigeante et détentrice dont l’idée politique rayonne au sein de son Grand-Espace, à savoir l’hémisphère occidental. Il s’ensuit un découpage de la Terre en différents Grands-Espaces satisfaisant à une certaine histoire, une certaine économie et une certaine culture. En 1941, Schmitt infléchira de façon national-socialiste, ce concept de Grand-espace développé depuis 1938.; l'idée politique d'un reich allemand est l'attention de chaque peuple en tant que réalité vivante s'appuyant sur le sang et le sol par sa façon et ses origines.
Selon l'analyse de Schmitt les États ont en même temps perdu le monopole de la conduite des guerres. Il attire désormais de nouveaux combattants indépendants des états et qui s'instaurent comme des partis capable de diriger des conflits. Schmitt voit au centre de cette nouvelle manière de conduire les guerres des hommes qui s'identifient totalement avec le but de leur groupe et par conséquent ne connaissent aucune limite à la réalisation de ces buts. Ils sont désintéressés, innocents, prêts au sacrifice. On rentre par là dans la sphère de la totalité et donc on pénètre sur les terres de l'inimitié absolue.
On a donc désormais à faire au partisan que Schmitt décrit en quatre points. L'irrégularité, un fort engagement politique, la mobilité et le caractère tellurique (un lien avec le lieu). Le partisan n'est plus reconnaissable en tant que combattant régulier, il ne porte pas d'uniforme, il élude consciemment la différence entre les combattants et les civils qui est constitutive du droit de la guerre. De par son fort engagement politique, le partisan se distingue du pirate. Le partisan combat tout d'abord pour des raisons politiques avec lesquels il s'identifie constamment. L'origine latine du mot partisan désigne « celui qui appartient à un parti », ce qui est souvent oublié.
Du fait de son irrégularité le partisan est particulièrement mobile à la différence d'une armée régulière. Il peut intervenir rapidement et de façon inattendue et se retirer tout aussi vite. Il n'agit pas de façon hiérarchique et centralisée mais de façon décentralisée en réseau. Son caractère tellurique apparaît selon Schmitt dans son sentiment d'être relié de façon concrète à un lieu qu'il défend. Ce partisan localisé ou encore relié à un lieu conduit tout d'abord des guerres de défense. Mais ce dernier point constitue également sa perte. Le partisan (ou comme on les nomme aujourd’hui : le terroriste) devient « l'outil de la politique mondiale de domination d'un centre de direction qui l'utilise dans un conflit soit ouvert soit invisible, et le laisse tomber en fonction des circonstances ».
Tandis que l'ennemi conventionnel au sens de la guerre limité conteste un aspect bien déterminé au sein d'un cadre accepté par toutes les parties prenantes, l'ennemi réel conteste ce cadre lui-même. Le partisan lorsqu'il n'est plus relié à un sol concrétise l'inimitié absolu et par là marque le passage à la guerre totale. Pour Schmitt ce passage du partisan autochtone au partisan agressant le monde entier commence historiquement avec Lénine. Dans ces guerres nouvelles qui sont imprégnées par l'inimitié absolue du partisan, il ne s'agit plus de conquérir un nouveau territoire mais d'anéantir une forme d'existence pour cause de son absence apparente de valeur. De cette inimitié définie de façon contingente s'affirme une inimitié ontologique ou intrinsèque. Avec un tel ennemi, il n'est plus possible de mener une guerre limitée et plus aucun traité de paix n'est possible. Schmitt nomme cela la "guerre discriminante" à la différence de la "guerre à parité". Ce concept de guerre discriminante rompt avec la réciprocité et juge l'ennemi d'après les catégories de la justice et de l'injustice.
Si le concept d'ennemi devient total en ce sens, on quitte alors la sphère du politique pour entrer dans celle du théologique c'est-à-dire la sphère d'une différence ultime et non négociable. D'après Schmitt, le concept d'ennemi dans le domaine politique est une idée délimité par le droit. Conséquemment, il est tout simplement absence de disposition éthique des buts de guerre, lesquels sont les seuls à rendre possible une "limitation de la guerre", parce que les postulats éthiques, fondamentalement non négociables, appartiennent à la sphère théologique.

#### Le Nomos de la Terre
Après la chute de l'ordre établi par la paix de Westphalie, se pose la question d'un nouvel ordre d'Être qui puisse devenir le fondement d'un Devoir abstrait. Il est clair pour Schmitt qu'il ne peut pas y avoir un ordre unique. La dés-étatisation de l'ordre international ne doit pas aboutir à un universalisme. D'après Schmitt, pour remplacer les circonscriptions de la guerre comme elles étaient garanties par l'ordre « westphalien », il ne peut advenir qu'un monde de grands espaces avec interdiction d'intervention pour les autres grandes puissances.
Il échafaude en 1950 un « Nomos de la Terre », analogue à la décision souveraine, construit en premier lieu les conditions d'une normalité qui sont indispensables à la réalisation du Droit. Ce Nomos de la Terre entendu au sens spatial, est selon Schmitt le fondement d'une légalité dans le droit international. Un droit international efficace est toujours construit sur un tel ordre concret et jamais sur de simples traités. Sitôt que l'un des éléments de cet ordre est remis en question c'est tout l'ordre en tant que tel qui est en danger.
D'après Schmitt, le premier Nomos fut local et ne concerne que le continent européen. Après la découverte de l'Amérique, le Nomos devient global puisqu'il doit s'étendre à la totalité du monde. Pour le nouveau Nomos qui n'a pas encore été forgé, la théorie schmittienne voit trois possibilités principales : a) Une des puissances dominantes soumet toutes les autres, b) Le Nomos dans lequel les États souverains s'acceptent comme adversaire est à nouveau construit, c) l'espace devient un pluriversum de grandes puissances d'une nouvelle sorte.
Schmitt tient la réalisation de la deuxième variante comme invraisemblable. Il exclut radicalement la première (« Le droit par la paix est sensé et convenable ; la paix par le droit est domination impérialiste »). Il ne doit pas se faire qu'une puissance égoïste, il a surtout en vue les États-Unis, dispose du monde selon les intérêts de leur puissance. Le jus belli ne doit pas devenir le droit préalable d'une unique puissance sinon le droit international cesse d'être paritaire et universel. Il ne reste plus qu'un pluriversum d'un petit nombre de grands espaces. La condition préalable à cette fin serait en fait d'après Schmitt une guerre globale car seule une explication sous forme de guerre est apte à fonder un nouveau « Nomos de la Terre ».

## Réception
Après 1945, du fait de ses engagements en faveur du Troisième Reich, Schmitt fut mis à l'écart des positions académiques et journalistiques. À côté d'Arnold Gehlen, Hans Freyer et Martin Heidegger, il fut considéré comme un soutien et un compagnon du régime national-socialiste.
La critique de Schmitt après la Seconde Guerre mondiale se divise en trois tendances :
1. La critique allemande, qui rejette Schmitt en bloc du fait de son allégeance au national-socialisme. Schmitt, après Nuremberg et quelques mois de prison, restera interdit d'enseignement, contrairement à Martin Heidegger ;
2. La critique anglo-saxonne, qui distingue le Schmitt juriste de la République de Weimar du juriste national-socialiste ;
3. Un troisième groupe, qui voit dans le Schmitt du Troisième Reich une trahison du juriste de Weimar.

Il possède pourtant de nombreux élèves qui influencèrent grandement la pensée juridique de la République fédérale naissante. Parmi eux les juristes Ernst Rudolf Huber, Ernst Forsthoff, Werner Weber, Roman Schnur (de), Hans Barion (de) et Ernst Friesenhahn (de), qui à l'exception de Friesenhahn avaient un lourd passé dans le national-socialisme. Ces élèves lui consacrèrent une publication à l'occasion des jubilés de ses 70e et 80e anniversaire où ils firent part de leur reconnaissance. Parmi d'autres élèves de Schmitt, le conseiller à la Chancellerie puis journaliste politique Rüdiger Altmann ou le journaliste influent Johanness Gross; de jeunes juristes constitutionnels comme Ernst-Wolfgang Böckenförde ou Josef Isensee ont été constamment influencés par Carl Schmitt et appartiennent à ce que l'on nomme parfois l'école schmittienne. Le dilemme de Böckenförde (en) qui s'appuie sur les thèses de Schmitt énonce par exemple que l'État ne vit que sous des conditions préalables qu'il ne peut pas garantir. Au premier temps de la République fédérale, diverses personnalités publiques cherchèrent les conseils ou les expertises de Schmitt et parmi eux en 1952, l'éditeur du Spiegel, Rudol Augstein.

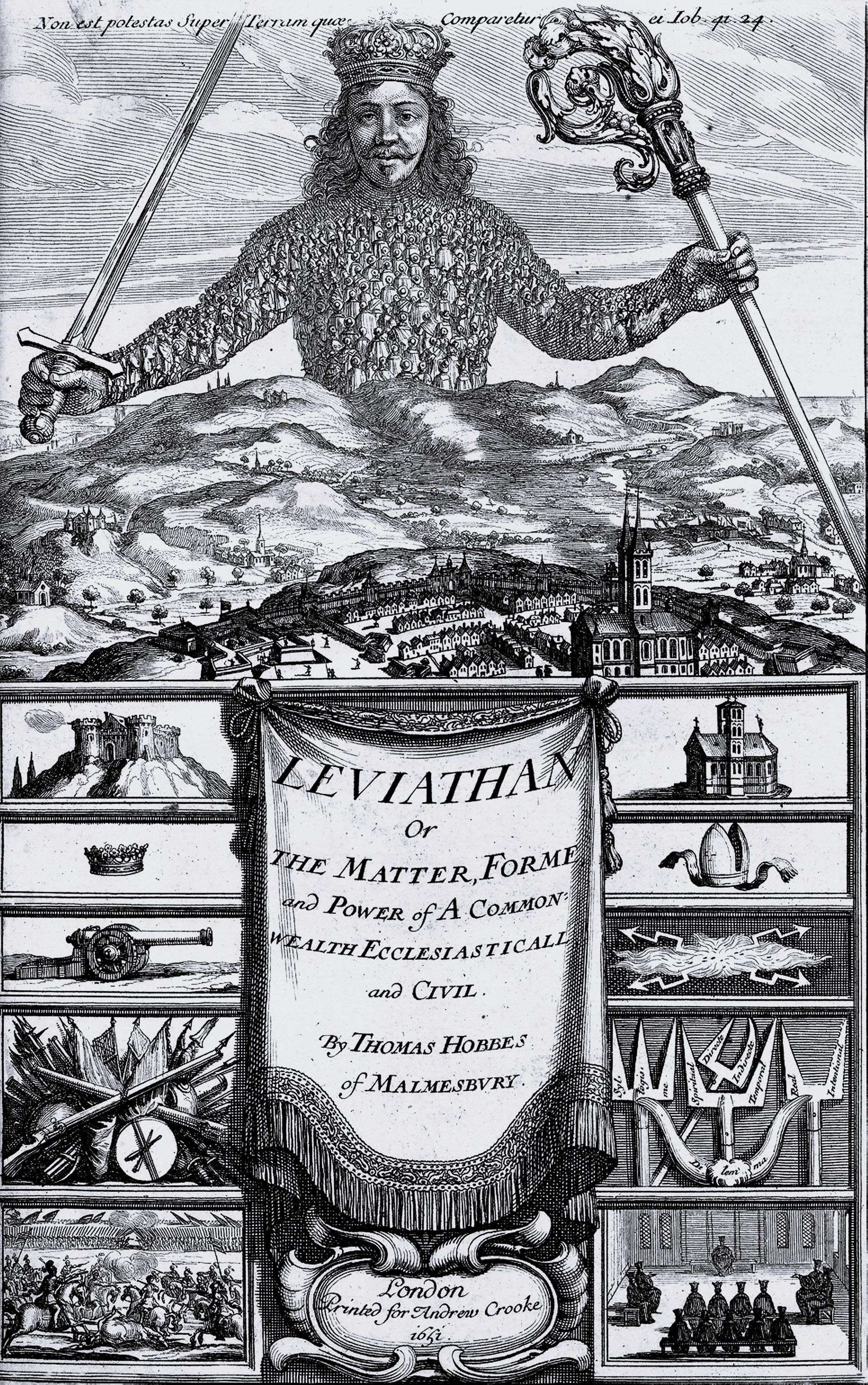
Schmitt voit l'État du Léviathan de Hobbes comme une énorme machine en laquelle s'achève le mécanisme de la technique qui donne ses ordres

Schmitt a également influencé d'autres disciplines. En Histoire ce furent surtout Reinhart Koselleck (Kritik und Krise) et Christian Meier (de) (Die Entstehung des Politischen bei den Griechen), en sociologie Hanno Kesting (de) (Geschichtsphilosophie und Weltbürgerkrieg); en philosophie Odo Marquard (Individuum und Gewaltenteilung), Hermann Lübbe (de) (Der Streit um Worte: Sprache und Politik) et Alexandre Kojève (Hegel, eine Vergegenwärtigung seines Denkens) s'avérèrent réceptifs aux énoncés schmittiens. Hans Blumenberg (Legitimität der Neuzeit) se préoccupe également dans ses travaux de diverses positions de Schmitt parfois en leur faveur, parfois de manière critique. En sciences des religions c'est essentiellement Jacob Taubes (Abendländische Eschatologie) qui se rallie à la Théologie Politique de Schmitt.
Récemment, Bruno Latour a recours "au toxique et néanmoins indispensable Carl Schmitt", dans la 7e de ses huit conférences regroupées dans le recueil Face à Gaïa (2015).

### Réception à gauche
Une question particulièrement difficile concerne l'influence de Schmitt dans les milieux intellectuels et politiques de gauche. Elles firent l'objet de vives controverses. D'un côté, Schmitt passe pour une sorte d'intellectuel — Ernst Bloch le décrit comme un des « prostitués de l'absolutisme NS devenu absolument mortel » ; d'un autre côté, on trouve des accords argumentés, des analogies de contenus et des références cachées.
Dans une contribution qui fit l'objet de discussions, sur Schmitt et l'École de Francfort, Ellen Kennedy défend en 1986, l'idée que la critique du parlementarisme de Habermas utilise le genre d'argumentation de Schmitt.
Comme l'a rapporté Eike Hennig (de), Schmitt joue un grand rôle dans les séminaires de Francfort de Iring Fetscher de 1968. Reinhard Mehring écrit à ce sujet en 2006 : « L'influence de Schmitt sur Habermas a été constamment discutée. C'était dans l'air. « Schmitt était comme le juriste maison de la théorie critique et de l'école de Francfort. Otto Kirchheimer et Franz Neumann, Ernst Fraenkel et Walter Benjamin, avaient tous lu Schmitt avant 1933. Kirchheimer était devenu docteur sous sa direction ; lui et Neumann avaient fréquemment rencontré Schmitt à Berlin. Ses observations politiques sur le droit et la souveraineté populaire était intéressantes pour leur travail concernant la théorie du droit socialiste. Néanmoins Kirchheimer avait très tôt critiqué le réalisme conceptuel de Schmit qu'il comprenait comme les catégories juridiques poussées à leur extrémité du point de vue de la philosophie de l'histoire. Neumann adapta le diagnostic de la théorie du droit de Schmitt à la désagrégation des lois constitutionnelles et à sa description du "Behémot" national-socialiste. Depuis lors il eut un "schmitisme juridique" de gauche qu'Habermas rencontra à Francfort »“.
Le spécialiste des sciences politiques Wilhelm Hennis (de), avait en juillet 1968 dans son discours inaugural de Fribourg, au titre faisant référence à Schmitt Verfassung und Verfassungswirklichkeit  (Constitution et réalité constitutionnelle), avait décrit la pensée constitutionnelle de la gauche, et plus précisément la distinction entre les formes d'organisation formelle et les principes matériels du droit fondamental, comme du pur Schmitt "francfortisé". Schmitt auquel Hennis avait envoyé l'écrit, répondit en décembre 68 avec des remarques louangeuses envers l'auteur de l'école de Francfort.
« Mon écrit sur Légalité et légitimité doit éviter, qu'elle (la Constitution) devienne un instrument de guerre civile ; dès lors, la chose la plus importante de tout cet écrit concerne la science du droit : la théorie de la primauté politique sur la possession légale de la force, qui est une époque de grande coalition (les gouvernements de Kurt Georg Kiesinger et de Willy Brandt de 1966 à 1969) deviennent d'elle-même une praxis d'une primauté légale sur la possession politique de la force. C'est précisément cela qu'on compris ceux de Francfort et que les autres ne veulent pas comprendre ».
À côté des points d'ancrage de Schmitt et des protagonistes de l'école de Francfort il y avait des éléments de "solidarité problématique" (Friedrich Balke) entre la philosophe politique Hannah Arendt et Carl Schmitt. Dans son travail de 1951, Elemente und Ursprünge totaler Herrschaft (Éléments et éclosion de la domination totale) Arendt prétend qu'« il n'y eut relativement qu'un petit nombre « de véritables artistes ou de savants de l'Allemagne nazie qui furent des nazis convaincus et non simplement des ralliés de la dernière heure. […] On peut par exemple se souvenir de la carrière de Carl Schmitt qui fut sans aucun doute l'homme le plus significatif dans le domaine du droit constitutionnel et du droit international, et qui s'est donné un mal fou pour justifier les nazis. Il n'y est jamais parvenu ».
Bien plus, il a été remplacé par « ces nationaux-socialistes de deuxième ou de troisième catégorie comme Theodor Maunz (de), Werner Best, Hans Frank, Gottfried Neeße (de) et Reinhard Höhn, et collé au mur. » Arendt utilise certains concepts schmittiens comme le „romantisme politique“ (d'après l'écrit de 1925) et elle se réfère sur ce point à la thèse d'un rapport entre les philistins et les romantiques politiques. De même elle utilise le cheminement de pensée de son écrit national-socialiste de 1934 Staat, Bewegung, Volk Dans la volumineuse bibliographie qui clôt son travail elle ajoute au précédent Totaler Feind, totaler Krieg, totaler Staat (1937) et Völkerrechtliche Großraumordnung für raumfremde Mächte (1941). Mais avec son concept de communication politique publique et pluriel qui régit la république des conseils, Arendt est sur un point fondamental extrêmement éloignée des idées de Carl Schmitt.
L’un des agents de liaison entre Schmitt et l’école de Francfort fut le politologue Franz Neumann qui avait reçu Schmitt comme jeune juriste. On peut suivre la critique du parlementarisme à laquelle Neumann adhérait de Arendt jusqu’à Habermas. Carl J. Friedrich qui avec Arendt, Fraenkel et Neumann avait fondé la théorie du totalitarisme fut dans ses jeunes années un admirateur de Schmitt et en particulier de sa théorie de la dictature. Même dans les cercles philosophiques il eut des contacts avec les théoriciens socialistes. À côté de Walter Benjamin on devra citer surtout le philosophe Georg Lukács qui apprécia particulièrement le romantisme politique, et que Schmitt nomma dans le Concept du politique en 1932, le très connu théoricien communiste. Benjamin avait écrit à Schmitt le 9 décembre 1930 une lettre avec laquelle il lui envoya son livre Origine du drame baroque allemand.
En République fédérale il fut discuté des liens entre Carl Schmitt et certains protagonistes du mouvement étudiant des années 1960 comme Hans Magnus Enzensberger - Hans Mathias Kepplinger (de) les nommaient les gens de gauche qui ont raison (avec un jeu de mots : „rechte Leute von links“). Le politologue de l'Institut de Recherche en sciences sociales de Hambourg, Wolfgang Kraushaar (de), qui participa lui-même au mouvement étudiant, était de l'avis que Hans-Jürgen Krahl devait avoir beaucoup apprécié la théorie du partisan de Karl Schmitt d’où résultaient les critères et les limitations de la définition du guérilleros qu’il avait développé en 1967 avec Rudi Dutschke lors d’une très fameuse convention des délégués du SDS.
Cette orientation des théoriciens de gauche vers la théorie du partisan de Schmitt publiée en 1963, n’est en fait pas aussi invraisemblable qu'on pourrait le penser. Par exemple, l’ancien maoïste Joachim Schinkel dans son livre Guerilleros, Partisanen Theorie und Praxis, édité en 1970, avait entamé à propos du partisan une discussion avec Carl Schmitt qu’il décrivait comme « un auteur particulièrement enrichissant » et qui « s’était exprimé de façon compétente sur le sujet ». Dans un autre domaine, Kraushaar affirmait de Johannes Agnoli (de), également critique du parlementarisme, et qui était un de ceux qui avait donné une impulsion essentielle à la révolte estudiantine, qu'il exprimait ses remerciement à des penseurs de droite comme Carl Schmitt, Gaetano Mosca et Vilfredo Pareto.
Le leader étudiant de gauche Jens Litten, membre du SHB (de), participa en 1970 avec Rüdiger Altmann (de) à une discussion avec Schmitt sur la radio Norddeutschen Rundfunk et en fit un compte-rendu dans l’hebdomadaire protestant Deutsches Allgemeines Sonntagsblatt. D’après Litten, lorsque Schmitt parlait de ses étudiants, il tombait régulièrement des noms particulièrement appréciés des autorités de gauche. Pour Schmitt c’était quelque chose de parfaitement naturel car pour lui « droite et gauche sont des concepts du langage politique trivial ».
À partir de là on a discuté d’une possible influence de Schmitt sur le mouvement de 68 bien que le juriste soit considéré comme l’antipode des penseurs de gauche. Dans quelque cas on trouve cependant des références directes. L’influence est en général la règle chez les précurseurs de la gauche comme Fraenkel, Neumann ou Kirchheimer qui ont été très influencés par Schmitt pendant un certain temps. En général le point d’accord est la critique du parlementarisme. Ce thème relie les conservateurs antilibéraux et certains théoriciens de l’opposition extra-parlementaire.
Le spécialiste de sciences politiques Heinrich Oberreuter (de) affirmait en 2002 : « La critique radicale du système dépasse la mise en doute initiée par Carl Schmitt et Jurgen Habermas concernant le parlementarisme qui a perdu son fondement intellectuel et sa vérité morale ». Déjà en 1983, le juriste Volker Neumann avait écrit « l’œuvre de Carl Schmitt est resté attractive pour la gauche jusqu’à aujourd’hui. L’intérêt pour certains problèmes et une radicalité comparable dans le questionnement fournissent le matériau d’une critique libérale qui constate l’accord des extrêmes à l’exemple de celui de Schmitt et du mouvement étudiant. l’important critique du parlementarisme, Johannes Agnolis, l’a appliqué à la compréhension politique du mouvement étudiant qui se meut dans la continuité de l’antilibéralisme et de l’antiparlementarisme imprégné des idées de Schmitt.
Leonard Landois, affirmait dans son livre paru en 2008, Konterrevolution von links: Das Staats- und Gesellschaftsverständnis der '68er' und dessen Quellen bei Carl Schmitt que l’origine de la compréhension de l’état et de la société par le mouvement étudiant devait être recherchée chez Carl Schmitt. Landois put établir en effet divers parallèles entre Schmitt et les soixante-huitards bien qu’il dut concéder que les représentants de ces derniers n’eurent que des contacts indirects avec Schmitt. Pareillement en 2008 Götz Aly fit paraître un travail très personnel sur le mouvement étudiant avec le titre provocateur « Notre combat — 1968 » ». Son argument était que les soixante-huitards avait méprisé le pluralisme « dans l’esprit du juriste nazi Carl Schmitt ».
À titre d’exemple de point de rencontre entre Schmitt et le mouvement de 68 on peut citer les assises de l’Association des étudiants socialistes allemands de Berlin. L’hégelianiste Alexandre Kojève, qui se décrivait lui-même comme le seul véritable socialiste, avait fait part au cours de la manifestation, que son prochain but de voyage serait Plettenberg : « Où donc doit on se rendre aujourd’hui ? Carl Schmitt est le seul avec qui cela vaille la peine de discuter ». Les plus proches de Schmitt rapportent qu’il s’était montré réceptif à la révolte estudiantine. Schmitt aurait dit : Ça casse quelque chose ! Ça lui avait plu. Dans ce sens il chercha également une explication constructive avec les publications du mouvement de 68. C’est ainsi par exemple qu’il lut avec le plus vif intérêt les textes du spécialiste de littérature de gauche Helmut Lethen (de). En outre il ne s’était jamais considéré comme conservateur. Il eut toujours un faible pour les personnages brillants et extrémistes, quelles qu’aient pu être leurs orientations politiques pour autant qu’elles lui apparussent intelligentes et désintéressées.
À ce genre appartenait par exemple Günter Maschke, qui commença sa socialisation politique au SDS, puis demanda à Fidel Castro l’asile politique à Cuba et compte parmi les membres de la Nouvelle Droite actuelle.

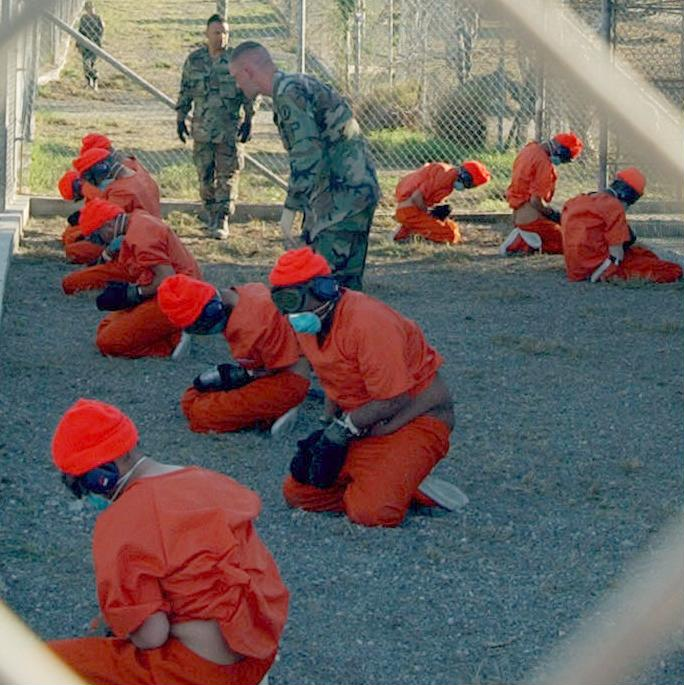
L'ennemi est déclaré hors-la-loi – Carl Schmitt fournit à Giorgio Agamben les catégories d'une critique fondamentale de Guantanamo.

Pour finir il y a eu la controverse à propos du travail du philosophe italien Giorgio Agamben, qui à côté du post-structuraliste Michel Foucault et du précurseur de la théorie critique Walter Benjamin s'appuie de manière essentielle sur la théorie de l'état d'exception développée par Carl Schmitt. Pour sa critique de Guantanamo, selon laquelle les prisonniers étant des combattants irréguliers sont en dehors de l'ordre international du monde civilisé (hors-la-loi (sic) comme l'aurait dit Schmitt) Agamben se sert de l'argumentation schmittienne en lui donnant une portée ontologique.
Également les critiques de la globalisation Michael Hardt et Antonio Negri ont profité des outils d'analyse de Schmitt pour leur travail Empire - Le nouvel ordre mondial (2004). Un auteur marxiste comme le philosophe Étienne Balibar, initialement althussérien mais influencé par tout le champ de la théorie critique, montre de nombreuses proximités avec Carl Schmitt. Balibar a, entre autres, fournit une préface à la nouvelle édition française de l'ouvrage de l'époque national-socialiste de Schmitt Le Léviathan dans la doctrine de l'État de Thomas Hobbes. Il lui a alors été reproché de dangereusement banaliser l'œuvre de Schmitt.
L'utilisation des catégories schmittiennes par les théoriciens post-marxistes ou bien la réception de ses œuvres par l'organe théorique Telos (un journal fondé pour populariser les idées de l'école de Francfort dans l'Amérique de 1968) illustre les liens avec les premiers récipiendaires de gauche de Carl Schmitt : Benjamin, Fraenkel, Kirchheimer et Neumann. Mais c'est surtout la politique d'intervention des États-Unis (comme la guerre d'Irak) ou le rôle des Nations unies en tant que gouvernement mondial qui est souvent récusée à l'aide des théorèmes de Schmitt. Les arguments de Schmitt sont évoqués en partie contre l'alliance des nations copiant la politique américaine ou contre les États-Unis auxquels on attribue de camoufler leur politique d'intérêt économique sous un voile de objectifs démocratiques. D'un autre côté les défenseurs des interventions fondées sur les droits de l'homme ou les droits naturels, peuvent se référer au postulat de Schmitt concernant l'inimitié absolue ou la tyrannie des valeurs qui élèvent le principe de réciprocité dans le droit international.
Pareillement les théories du politologue et expert de Machiavel Herfried Münkler se rattachent aux thèses de Schmitt concernant les "guerres asymétriques" ou celle d'"imperium". Le philosophe fondateur de la déconstruction, Jacques Derrida, dans son livre Politique de l'amitié (2000) réfléchit à l'œuvre de Schmitt et affirmait déjà en 1994 dans une entrevue, la nécessité d'une relecture : « pour le dire rapidement, je crois que l'on doit relire Schmitt comme Heidegger, ainsi que ce qui s'est passé entre eux. Si l'on prend au sérieux la vigilance et la hardiesse de ces penseurs réactionnaires déterminants, précisément là où il n'est pas question de restauration, on peut alors apprécier leurs influences sur la gauche mais également les affinités troublantes avec Leo Strauss, Benjamin et quelques autres qui ne s'en approchent pas vraiment.
Le projet de démasquer à l'aide de Schmitt les structures bourgeoises en tant que politique d'intérêt économique intéresse aussi bien la droite que la gauche. Tout comme l'antiparlementarisme, l'antilibéralisme, l'étatisme, l'anti-impérialisme et l'antiaméricanisme peuvent intéresser les deux côtés de l'échiquier politique.

### Réception à droite
Le politologue américain et conseiller du département d'État, Samuel Huntington se sert d'arguments qui se rapprochent en partie de ceux de Schmitt dans son livre bien connu Le Choc des civilisations (1996). La droite politique peut se rassembler autour de ces notions mais surtout celles d'ethno-pluralisme, de nationalisme, de pessimisme culturel et une admiration pour le fascisme italien. À cela s'ajoutent les prises de position de Schmitt sur l'état d'exception et la dictature dans le but de valider l'ordre politique, tout comme les attaques contre le droit positif. C'est la raison pour laquelle les travaux de Schmitt sont encore aujourd’hui l'objet d'un vif intérêt dans les cercles conservateurs (il n'y a qu'à voir l'accueil par le faz) et dans les cercles de la dénommée Nouvelle Droite (voir par exemple Junge Freiheit, Etappe, Staatsbriefe (de) ou Criticón, et en France les revues Éléments, Nouvelle École, Krisis).
Les premiers théoriciens de la nouvelle droite se sont occupés avec beaucoup d'intérêt de Carl Schmitt principalement Alain de Benoist, Günter Maschke et Armin Mohler (qui se décrit lui-même comme son élève). Du fait de sa réception présente dans les milieux de la nouvelle droite et de l'extrême droite Schmitt apparaît régulièrement dans les publications de l'Office fédéral de protection de la Constitution (Allemagne), comme l'ancêtre des préoccupations révisionnistes.
C'est ainsi que par exemple l'Office de Melkenbourg Vorpommern, en 2003, qualifie le journal Nation und Europa « d'organe théorique et stratégique le plus significatif de l'extrême droite » et qui a cherché ses références dans les flux antiaméricains et les théorèmes de Schmitt concernant le droit international : l'exigence d'une exclusion des puissances étrangères à l'Europe est à relier aux conceptions du juriste Carl Schmitt qui à l'époque du troisième Reich se prononça pour une Europe dominée par l'Allemagne et exempte d'influence américaine. Du point de vue révisionniste, la séparation d'avec l'Amérique doit être reliée avec une correction des décisions de l'histoire motivée par la politique.
D'autres éléments d'ancrage peuvent se trouver dans des contextes tendus. À titre d'exemple le philosophe des religions Jacob Taubes d'origine juive et qui est resté en contact avec Schmitt, rapporte que sa théorie de la Constitution avait été étudiée dans les discussions concernant un projet de Constitution israélienne. Il a pu s'en rendre compte par hasard alors qu'il était en 1949 assistant de recherche et qu'il commanda le livre à la bibliothèque de l'Université hébraïque de Jérusalem : « un jour après que j'eus demandé le « Théorie de la Constitution » de Carl Schmitt, arriva un appel téléphonique du ministère de la justice, expliquant que le ministre de la justice Pinhas Rosen (auparavant, Rosenblüth) avait besoin de l'ouvrage de Carl Schmitt pour étudier certains problèmes difficiles de la Constitution à venir de l'État d'Israël ». Taubes, autrefois professeur à l'université de Berlin avait été une figure importante du mouvement des étudiants allemands. Dans une expertise, il avait entre autres présenté un tract des communards Rainer Langhans et Fritz Teufel, qui appelait indirectement à l'incendie, comme se situant dans la tradition de "l'avant-garde européenne" et par là avait contribué à la relaxe. Cette capacité de réception de Taubes pour Schmitt illustre l'inhomogénéité des points de vue.
À propos du processus d'intégration européenne la question a été posée de savoir si l'on pouvait définir le fondement du concept de société européenne selon la théorie des grands espaces de Carl Schmitt ou selon sa "théorie de la Constitution fédérale" (1928). On a pu alors signaler que les bases développées par Schmitt pour l'établissement d'un grand espace - abolition des frontières pour le transport et les techniques de communication, prise en compte de l'interdépendance économique entre les différentes économies nationales - avait également joué un rôle important pour la création d'une communauté européenne. La description par Schmitt d'un grand espace comme une union valable devant le droit international, factuel et juridique mais restant en retrait par rapport aux États, a été déterminante pour l'Union européenne. La thèse selon laquelle l'UE serait un grand espace au sens de Carl Schmitt a cependant été contestée. L'Europe n'est pas un espace dans lequel l'économie, la technique, l'administration doivent se soumettre à une priorité supranationale à la différence de ce qu'il en est chez Schmitt ; de même, l'État, dans le processus d'intégration européenne, n'est en aucun cas superflu mais au contraire une condition déterminante de l'intégration. Par contre le juriste européen Hans-Peter Folz émit en 2006 le jugement que la communauté européenne était tout simplement un cas modèle de la théorie de la Constitution de Schmitt. Ce dernier avait introduit dans sa théorie une troisième catégorie, en plus de la différence traditionnelle entre État fédéral et État national, qui s'était avéré dans l'analyse comme insuffisante, à savoir : la liaison non consolidée entre États. Avec cette catégorie, il est plus facile de décrire une formation multinationale en cours de développement comme l'union européenne.
Schmitt avait décrit l'essence d'une fédération comme le conflit insoluble entre la fédération considérée comme le centre d'une relation de longue durée entre États, et les États membres. La fédération vit par conséquent de deux existences politiques juxtaposées bénéficiant des mêmes droits ainsi que de l'obscurité où les laisse la question de la souveraineté. D'après les conceptions de Schmitt, les unités organisées au sein d'une fédération peuvent reposer sur des principes impossibles à concilier les uns avec les autres tant que la fédération parvient à éviter les conflits qui menacent son existence.
Cette caractéristique peut être observée selon cette thèse dans l'Union européenne. Cela se voit par exemple dans la nature juridique obscure de la communauté européenne et le manque de définition juridique précise du concept de supranationalité. En effet, la jurisprudence du tribunal européen a donné trois caractéristiques essentielles de la supranationalité de la communauté - la supranationalité des processus de décision, la supranationalité normative, arsenal communautaire avec sa propre compétence en matière de droit-, toutes ces caractéristiques sont restées sujettes à caution. à partir de là, des stratégies ont été développées afin d'éviter les conflits et qui malgré doivent assurer la cohésion de la communauté des positions divergentes (par exemple : le conflit autour des règles de prise de décision du conseil des ministres, le compromis de Luxembourg du 29 janvier 1966, le conflit sur les droits fondamentaux entre la cour de justice européenne et le tribunal constitutionnel fédéral à propos de la banane), Folz juge à partir de là : "en résumé nous pouvons affirmer que la communauté dans toutes ses caractéristiques supranationales essentielles est imprégnée des conflits entre la communauté et les États membres. Le modèle d'une fédération au sens schmittien est par conséquent transmissible à la communauté et magnifiquement approprié pour décrire les rapports entre la communauté et ses États membres.
Dans le même temps, les travaux de Schmitt en sciences politiques et dans le journalisme connaissent une renaissance. Malgré son qualificatif de « Juriste de la couronne du troisième Reich » et son antisémitisme bien étayé, il recueille de plus en plus d'adhésions internationales par exemple lorsque l'on analyse son influence sur les néoconservateurs américains ou encore le terrorisme armé comme "stratégie du partisan". Heirich Meier va jusqu'à affirmer qu'avec Leo Strauss, et toutes ses explications critiques avec le concept schmittien de Politique, on tient une personnalité dirigeante du premier néoconservatisme américain fortement influencé par le juriste controversé.

## Œuvres originales en allemand
- Über Schuld und Schuldarten. Eine terminologische Untersuchung, 1910.
- Gesetz und Urteil. Eine Untersuchung zum Problem der Rechtspraxis, 1912.
- Schattenrisse (sous le pseudonyme de Johannes Negelinus, mox Doctor, avec Fritz Eisler), 1913.
- Der Wert des Staates und die Bedeutung des Einzelnen, 1914.
- Theodor Däublers ‚Nordlicht‘: Drei Studien über die Elemente, den Geist und die Aktualität des Werkes, 1916.
- Die Buribunken, in: Summa 1/1917/18, 89 ff.
- Politische Romantik, 1919.
- Die Diktatur. Von den Anfängen des modernen Souveränitätsgedankens bis zum proletarischen Klassenkampf, 1921.
- Politische Theologie. Vier Kapitel zur Lehre von der Souveränität, 1922.
- Die geistesgeschichtliche Lage des heutigen Parlamentarismus, 1923.
- Römischer Katholizismus und politische Form, 1923.
- Die Rheinlande als Objekt internationaler Politik, 1925.
- Die Kernfrage des Völkerbundes, 1926.
- Der Begriff des Politischen, Archiv für Sozialwissenschaft und Sozialpolitik vol.58/1, 1927, 1-33.
- Volksentscheid und Volksbegehren. Ein Beitrag zur Auslegung der Weimarer Verfassung und zur Lehre von der unmittelbaren Demokratie, 1927.
- Verfassungslehre, 1928.
- Hugo Preuß. Sein Staatsbegriff und seine Stellung in der dt. Rechtslehre, 1930.
- Der Völkerbund und das politische Problem der Friedenssicherung, 1930, 2. erw. Aufl. 1934.
- Der Hüter der Verfassung, 1931.
- Der Begriff des Politischen, 1932 (seconde version de l'essai de 1927).
- Legalität und Legitimität, 1932.
- Staat, Bewegung, Volk. Die Dreigliederung der politischen Einheit, 1933.
- Das Reichsstatthaltergesetz, 1933.
- Der Führer schützt das Recht, 1934.
- Staatsgefüge und Zusammenbruch des Zweiten Reiches. Der Sieg des Bürgers über den Soldaten, 1934.
- Über die drei Arten des rechtswissenschaftlichen Denkens, 1934.
- Der Leviathan in der Staatslehre des Thomas Hobbes, 1938.
- Die Wendung zum diskriminierenden Kriegsbegriff, 1938.
- Völkerrechtliche Großraumordnung und Interventionsverbot für raumfremde Mächte. Ein Beitrag zum Reichsbegriff im Völkerrecht, 1939.
- Positionen und Begriffe im Kampf mit Weimar – Genf – Versailles 1923–1939, 1940.
- Land und Meer. Eine weltgeschichtliche Betrachtung, 1942.
- Der Nomos der Erde im Völkerrecht des Jus Publicum Europaeum, 1950.
- Donoso Cortes in gesamteuropäischer Interpretation, 1950.
- Ex captivitate salus. Erinnerungen der Zeit 1945/47, 1950.
- Die Lage der europäischen Rechtswissenschaft, 1950.
- Das Gespräch über die Macht und den Zugang zum Machthaber, 1954.
- Hamlet oder Hekuba. Der Einbruch der Zeit in das Spiel, 1956.
- Verfassungsrechtliche Aufsätze aus den Jahren 1924–1954, 1958.
- Theorie des Partisanen. Zwischenbemerkung zum Begriff des Politischen, 1963.
- Politische Theologie II. Die Legende von der Erledigung jeder Politischen Theologie, 1970.
- Glossarium. Aufzeichnungen der Jahre 1947–1951, hrsg.v. Eberhard Freiherr von Medem, 1991 (posthume).
- Das internationale Verbrechen des Angriffskrieges, hrsg.v. Helmut Quaritsch, 1993 (posthume).
- Staat – Großraum – Nomos, hrsg. von Günter Maschke, 1995 (posthume).
- Frieden oder Pazifismus?, hrsg. von Günter Maschke, 2005 (posthume).
- Carl Schmitt: Tagebücher, hrsg. von Ernst Hüsmert, 2003 ff. (posthume).

## Œuvres en langue française
Les dates indiquent les années de parution des éditions en français. Entre crochets, la date de parution en allemand.

### Ouvrages
- Romantisme politique, Paris, Librairie Valois-Nouvelle Librairie nationale, 1928 (traduction partielle)
- Légalité légitimité, Paris, LGDJ, 1936
- Considérations politiques, Paris, LGDJ, 1942
- La notion du politique - Théorie du partisan, Paris, Calmann-Lévy, 1972 [en édition de poche, Paris, Flammarion, 1992]
- Du politique. Légalité et légitimité et autres essais, Puiseaux, Éditions Pardès, 1980
- Terre et Mer, un point de vue sur l'histoire du monde, Paris, Le Labyrinthe, 1985 ; rééd. Pierre-Guillaume de Roux Éditions, introd. Alain de Benoist, postf. Julien Freund, 2017 ; rééd. Krisis, 2022
- Parlementarisme et démocratie, Paris, Seuil, 1988
- Théologie politique, Paris, Gallimard, 1988
- Hamlet ou Hécube, Paris, l'Arche, 1992 (Hamlet oder Hekube 1956)
- Théorie de la constitution, Paris, PUF, 1993
- Les trois types de pensée juridique, Paris, PUF, 1995
- Du politique. Légalité et légitimité et autres essais, Puiseaux, Pardès, 1996
- État, mouvement, peuple - L'organisation triadique de l'unité politique, Paris, Kimé, 1997
- La dictature, Paris, Seuil, 2000
- Le Nomos de la Terre, Paris, PUF, 2001
- Le Leviathan dans la doctrine de l'État de Thomas Hobbes. Sens et échec d'un symbole politique, Paris, Seuil, 2002
- La valeur de l’état et la signification de l’individu, Genève, Droz, 2003
- Ex Captivitate Salus. Expériences des années 1945-1947, Paris, Vrin, 2003
- La guerre civile mondiale, essais 1953-1973, éditions è®e, 2007
- Machiavel Clausewitz - Droit et politique face aux défis de l'histoire, Krisis, 2007, 261 pages  (ISBN 978-2916916026)
- Deux textes de Carl Schmitt. La question clé de la Société des Nations. Le passage au concept de guerre discriminatoire, Paris, Pedone, 2009
- Guerre discriminatoire et logique des grands espaces, Paris, Krisis, 2011, 289 pages  (ISBN 978-2916916064)
- La visibilité de l'Église - Catholicisme romain et forme politique - Donoso Cortès. Quatre essais, Paris, Cerf, 2011
- Loi et jugement : une enquête sur le problème de la pratique du droit, trad. fr. et présentation par Rainer Maria Kiesow, Paris, Éditions de l'École des Hautes Études en Sciences Sociales, 167 p., 2019
- Du Libéralisme autoritaire, textes inédits de Carl Schmitt et Hermann Heller, introduction et trad. fr. Grégoire Chamayou, Paris, Zones, 144 p., 2020

### Correspondance
- Ernst Jünger et Carl Schmitt (trad. de l'allemand par François Poncet, préf. Julien Hervier, postface Helmuth Kiesel), Correspondance 1930-1983, Paris, Krisis & Pierre-Guillaume de Roux, 2020, 663 p. (ISBN 978-2-363-71332-2)

### Articles parus dans des revues ou des ouvrages collectifs
- « Aux confins de la politique ou l’âge de la neutralité », in L’année politique française et étrangère, XI, 4, décembre 1936
- « Neutralité en droit des gens et totalité « völkisch » », (?), in Revue de droit international, XXII, juillet-août 1938
- « Une étude de droit constitutionnel comparé. L’évolution récente du problème des délégations législatives », Paul Roubier et H. Mankiewicz, in Recueil d’études en l’honneur d’Edouard Lambert, Lyon, 1938
- La mer contre la terre, texte d'une conférence de C. S., in Cahiers franco-allemands, t. 8, 1941, n.os 11-12
- Souveraineté de l'État et liberté des mers. Opposition de la terre et de la mer dans le droit international des temps moderne, in K. Epting, Quelques aspects du droit allemand, six conférences, Paris, Sorlot, 1943
- « La situation présente de la jurisprudence », (texte d’une conférence prononcée en français par Carl Schmitt), in Boletim da Faculdade de Dereito, Coimbra, XX, 1944, p. 601-621.
- « Trois types de pensée juridique », Julien Freund, in Le droit d’aujourd’hui, J.F. éd., Paris, Puf, 1972, p. 35-39.
- « L’ère des neutralisations et des dépolitisations », Marie-Louise Steinhauser, in Exil, 3, été 1974, p. 83-95.
- « Le contraste entre communauté et société en tant qu’exemple d’une distinction dualiste. Réflexions à propos de la structure et du sort de ce type d’entithèse », Piet Tommissen, in Res Publica, XVII, 1, 1975, p. 105-119.
- « Entretien sur le pouvoir », Françoise Manent, in Commentaire, 32, hiver 1985, p. 1113-1120.
- Le droit comme unité d'ordre (Ordnung) et de localisation (Ortung), in « Droits », n. 11, Paris, PUF, 1990, p. 77 ss.
- La notion positive de Constitution, Droits, 12, Paris, PUF, 1990(p. 149 ss.)
- La situation de la science du droit, in Droits, Paris, PUF, 1991

#### Personnalités liées
- Juan Donoso Cortés
- Julien Freund
- Maurice Hauriou
- Martin Heidegger
- Ernst Jünger
- Erik Peterson
- Leo Strauss
- Ernst-Wolfgang Böckenförde

#### Idées
- Droit de la guerre
- Methodenstreit
- Modernité
- République de Weimar
- Sécularisation
- Sécularisme (laïcité)
- Théologie politique